# Carl Spitzweg

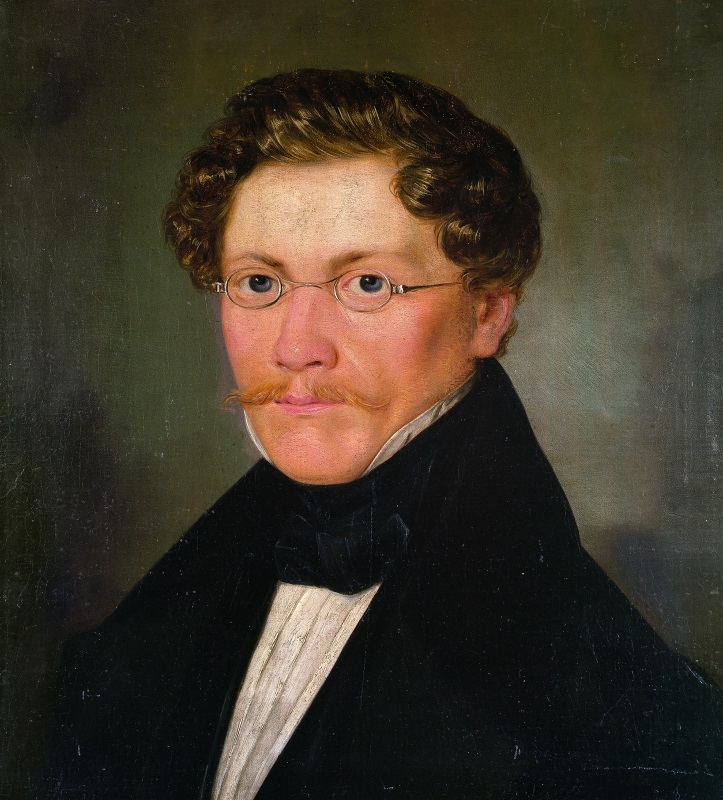
Selbstporträt, um 1842

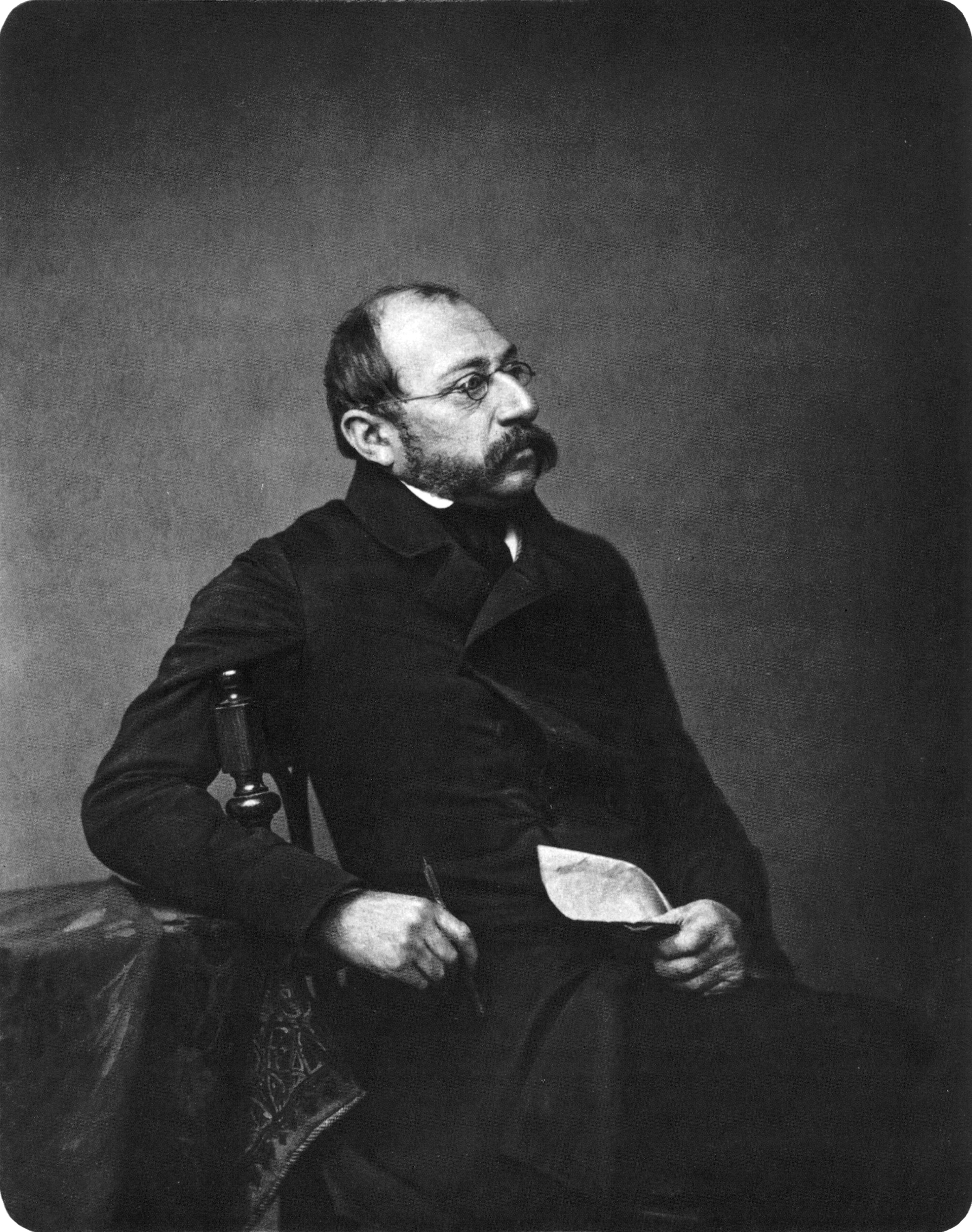
Carl Spitzweg, ca. 1860

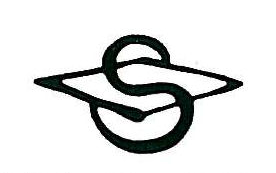
Signatur

Franz Carl Spitzweg (auch Karl Spitzweg; * 5. Februar 1808 in München; † 23. September 1885 ebenda) war ein deutscher Maler und Zeichner. Er gilt als bedeutender Kunstmaler der Spätromantik und des Biedermeiers.

## Leben

### Kindheit und Jugend
Carl Spitzweg wurde am 5. Februar 1808 in der Kaufingerstraße 14 in München geboren. Seine Mutter – Franziska Spitzweg (geb. Schmutzer) – gehörte als Tochter eines reichen Früchtegroßhändlers dem Großbürgertum Münchens an. Das Anwesen der Schmutzers war ein stattlicher Besitz, das Carl Spitzweg später durch die Erbschaft finanzielle Unabhängigkeit bescherte. Carls Vater – Simon Spitzweg – stammte aus dem Dorf Unterpfaffenhofen nahe der Stadt Fürstenfeldbruck im heutigen Landkreis Fürstenfeldbruck (in Oberbayern), wo seine Familie zu Reichtum gekommen war. Bis 1807 war die geschäftliche Basis von Spitzwegs Vater der Handel mit Gewürzen in München. Seine Verwandten beherrschten florierende Obstgeschäfte. Simon Spitzweg war ein gebildeter Kaufmann, der in München auch durch seine politische Tätigkeit zu Achtung und Ansehen gelangte. Carl Spitzweg hatte zwei Brüder, deren Berufe ebenso vom Vater vorbestimmt waren wie sein eigener. Der Älteste, Simon, sollte das Geschäft übernehmen, Carl sollte Apotheker und der Jüngste, Eduard, Arzt werden.
In München litt Carl Spitzweg unter seinem strengen Vater, der ihm das Zeichnen versuchte zu verbieten. Durch den Tod seiner Mutter wurde er 1819 Halbwaise. Der Vater heiratete noch im selben Jahr die Schwester seiner verstorbenen Frau, Maria Kreszenz.
Ab 1819 besuchte Carl Spitzweg die Studienanstalt München und durchlief die zwei lateinischen Vorbereitungsklassen und die zwei Progymnasialklassen mit wechselndem Erfolg. Das Gymnasium, das heutige Wilhelmsgymnasium München, verließ er 1824 nach der zweiten von vier Gymnasialklassen.

### Ausbildung und weiteres Leben
Obwohl sich sein künstlerisches Talent schon früh ankündigte (erste Zeichnung aus dem Jahr 1823), war Carl Spitzweg folgsam, begann im Februar 1825 seine Lehre in der „Stadtapotheke“ bei Sigmund Lober in Erding, die er ab Mai 1825 bei Franz Pettenkofer in der Königlich-Bayrischen Hofapotheke in München fortsetzte. Am 1. Dezember 1828, während des letzten Lehrjahres, starb sein Vater.
1829 arbeitete er in der „Löwenapotheke“ der Stadt Straubing. Dort lebte er ein Jahr zusammen mit Theaterleuten und Malern. In diesem Jahr starb der älteste Bruder Simon als Kaufmann im ägyptischen Alexandria.
Carl Spitzweg begann 1830 mit dem Studium der Pharmazie, Botanik und Chemie an der Münchner Universität, das er 1832 mit Auszeichnung abschloss. Er hörte auch Vorlesungen bei Franz von Kobell, mit dem er sich auch privat anfreundete. Er war nun als praktischer Apotheker zugelassen. 1833 brach Spitzweg seine Apotheker-Laufbahn ab.
Während eines Kuraufenthaltes in Bad Sulz (Peißenberg), nach einer Krankheit, fasste er den Entschluss, sich hauptberuflich der Malerei zu widmen. Dabei spielte eine wichtige Rolle, dass er in Bad Sulz den Maler Christian Heinrich Hanson kennenlernte, bei dem er auch Malunterricht nahm. Die Entscheidung für die Malerei wurde Spitzweg dadurch erleichtert, dass er zu dieser Zeit seinen Erbanteil zugewiesen bekam. In diese Zeit fällt auch die Bekanntschaft mit der verheirateten Clara Raab, die seine große Liebe wurde. Er drängte sie zur Trennung von ihrem Ehemann. Clara starb aber noch vor der Scheidung. Diesen Verlust hat Spitzweg nie verwunden und hat auch später nicht mehr geheiratet.
Er war nicht auf Einnahmen als Maler angewiesen: "Ich seh's schon, wenn ich von der Malerey leben müsste, ging mirs schlecht" schrieb er 1836 an seinen Bruder.
1835 wurde er Mitglied des Münchner Kunstvereins. Carl Spitzweg hat nie eine Akademie besucht, er war Autodidakt. Es folgten Reisen nach Dalmatien (1839), nach Venedig (1850) und mit dem Landschaftsmaler Eduard Schleich nach Paris, London (zur ersten Weltausstellung) sowie auf dem Rückweg nach Antwerpen (1851), nach Frankfurt am Main und Heidelberg.
Seit 1844 war er Mitarbeiter der Fliegenden Blätter, die er mit zahlreichen humoristischen Zeichnungen versah.
Ab 1863 verbrachte er die letzten 22 Jahre seines Lebens in einer Dachwohnung am heutigen Sankt-Jakobs-Platz und malte zurückgezogen. Dort wurde 1958 am Münchner Stadtmuseum eine von Robert Lippl gestaltete Gedenktafel angebracht.
Eineinhalb Jahre nach dem Tod seines jüngeren Bruders Eduard starb Carl Spitzweg am 23. September 1885 im Alter von 77 Jahren an einem Schlaganfall, man fand ihn in seiner Münchner Wohnung. In München wurde er auch begraben.

## Werk

### Bilder
Carl Spitzweg schuf über 1500 Bilder und Zeichnungen. Ab 1824 begann er mit Ölfarben zu malen. Zu Lebzeiten konnte Spitzweg etwa vierhundert Gemälde verkaufen. Bewunderer und Käufer fand er vor allem in der zu neuer Kaufkraft gelangten Bürgerschaft, wenngleich die Popularität, die Spitzwegs Malerei heute genießt, erst nach dem Zweiten Weltkrieg einsetzte.
Sein Malstil gehört der Spätromantik an. Anfangs war Spitzweg noch der biedermeierlichen Richtung verbunden, später lockerte sich seine Malweise auf, dem Impressionismus sehr nahe. Bereits in seiner Jugend zeichnete Spitzweg viel; auch während seiner Arbeit in der Apotheke zeichnete er die Köpfe der wirklichen und eingebildeten Kranken, Jungen und Alten, sowie die Originale der Kleinstadt Straubing. An diesem idyllischen Städtchen gefiel Spitzweg besonders das malerische Kleinstadtbild mit den engen Gassen und zierlichen Erkern, die Türmchen, Brunnen und Steinfiguren. Immer wieder kommen diese Motive in seinen Bildern vor.

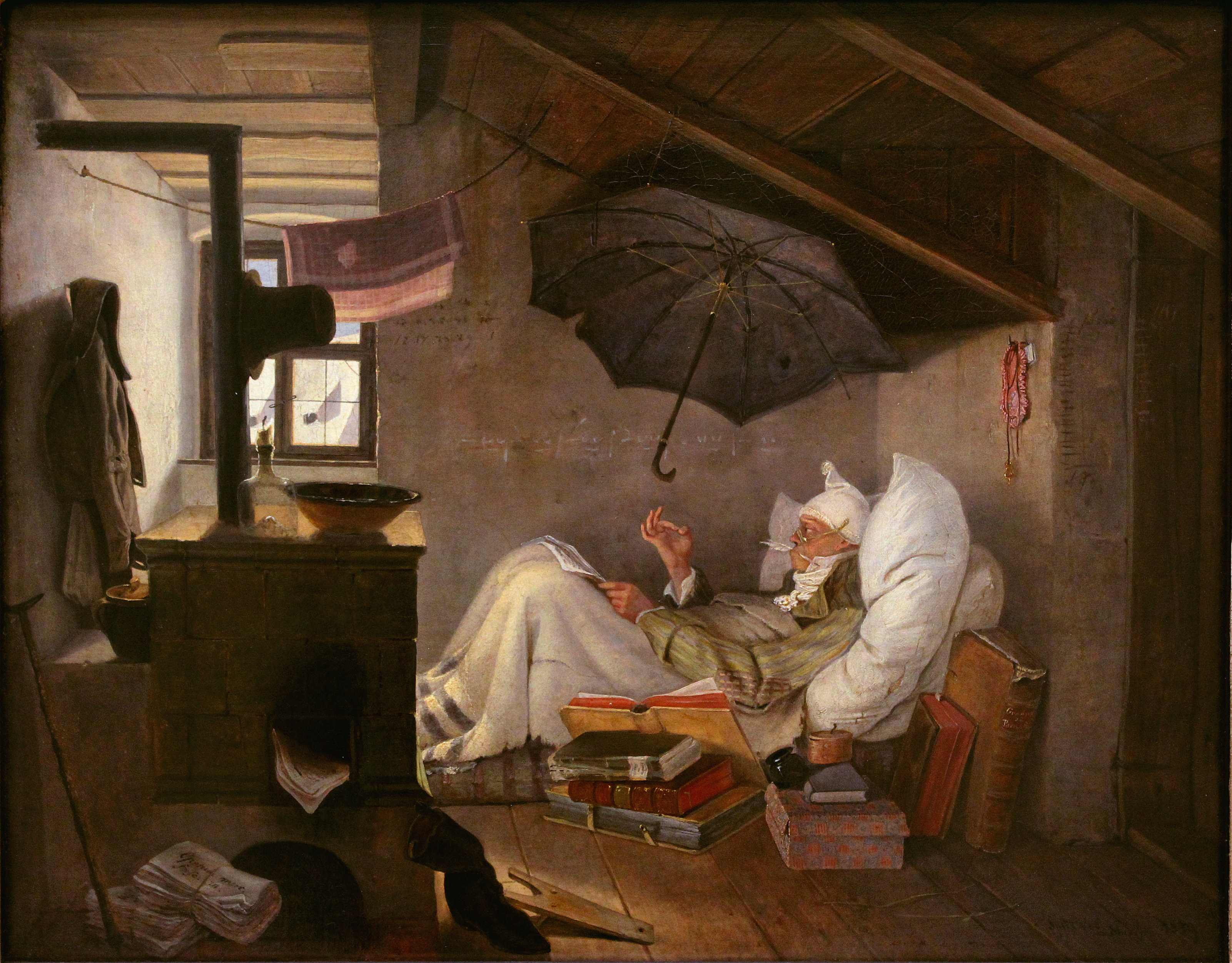
Der arme Poet

Spitzweg stellte Menschen in ihrem zeitbedingten bürgerlichen Milieu dar. Er schildert auf kleinformatigen Bildern das biedermeierliche Kleinbürgertum, die kauzigen Sonderlinge und romantische Begebenheiten. Zwar stellte er menschliche Schwächen dar, jedoch nicht das Verruchte oder das Gemeine; alles Derbe war Spitzweg fremd. Der arme Poet – das bekannteste Bild Spitzwegs – stammt aus dem Jahre 1839. In dem Bild Der Kaktusliebhaber zeigt Spitzweg den Büromenschen vor seiner Lieblingspflanze, dem Kaktus. Erwähnenswert sind in diesem Zusammenhang auch Gemälde wie Beim Antiquar, Schildwache am Tor, Der Sterndeuter, Der Alchimist, Der Bücherwurm, Ein Besuch, Abschied oder Der Bettelmusikant.
Durch die Freundschaft mit dem Landschaftsmaler Eduard Schleich, mit dem er viele Reisen unternahm, rückte die Landschaft stärker in sein Bewusstsein. Mit Natur- und Farbsinn malte er grandiose Bergmassive und deren freie Weite, romantische Waldwinkel, die grüne Hochebene mit Wald, Wiese und Erntefeld – zumeist bei schönem Wetter; er stellte lieber das Licht dar. Als Beispiele lassen sich Am Ammersee, Heuernte im Gebirge und Fahrendes Volk nennen.
Spitzweg hatte einen ausgeprägten Farbensinn. Durch die Apothekerausbildung gewann er chemische und technische Erfahrung bei der Herstellung seiner Farben. Er verwendete ein einmaliges, hell leuchtendes Blau, das man bei keinem anderen Maler wiederfindet. Er verstand es auch, dauerhafte Farben zu produzieren. Von seinen weiten Reisen brachte Spitzweg eine reiche Sammlung von Skizzen mit nach Hause, die er im Atelier in seine Gemälde einfügte.

#### Pointenbilder
Spitzweg entwickelte als seine Spezialität das witzige, manchmal ironische Pointenbild, das sich später oft zur Idylle wandelte. Zu den beliebtesten Spitzweg-Bildern gehören
- Der arme Poet: Darstellung malerischer Armut
- Der Bücherwurm: Darstellung eines Büchergelehrten
- Der abgefangene Liebesbrief: Darstellung einer romantischen Alltagsszene
- Es war einmal (Der strickende Vorposten): Ein unbeschäftiger Vorposten in Friedenszeiten (Das Sujet kommt auf zwei Bildern vor)

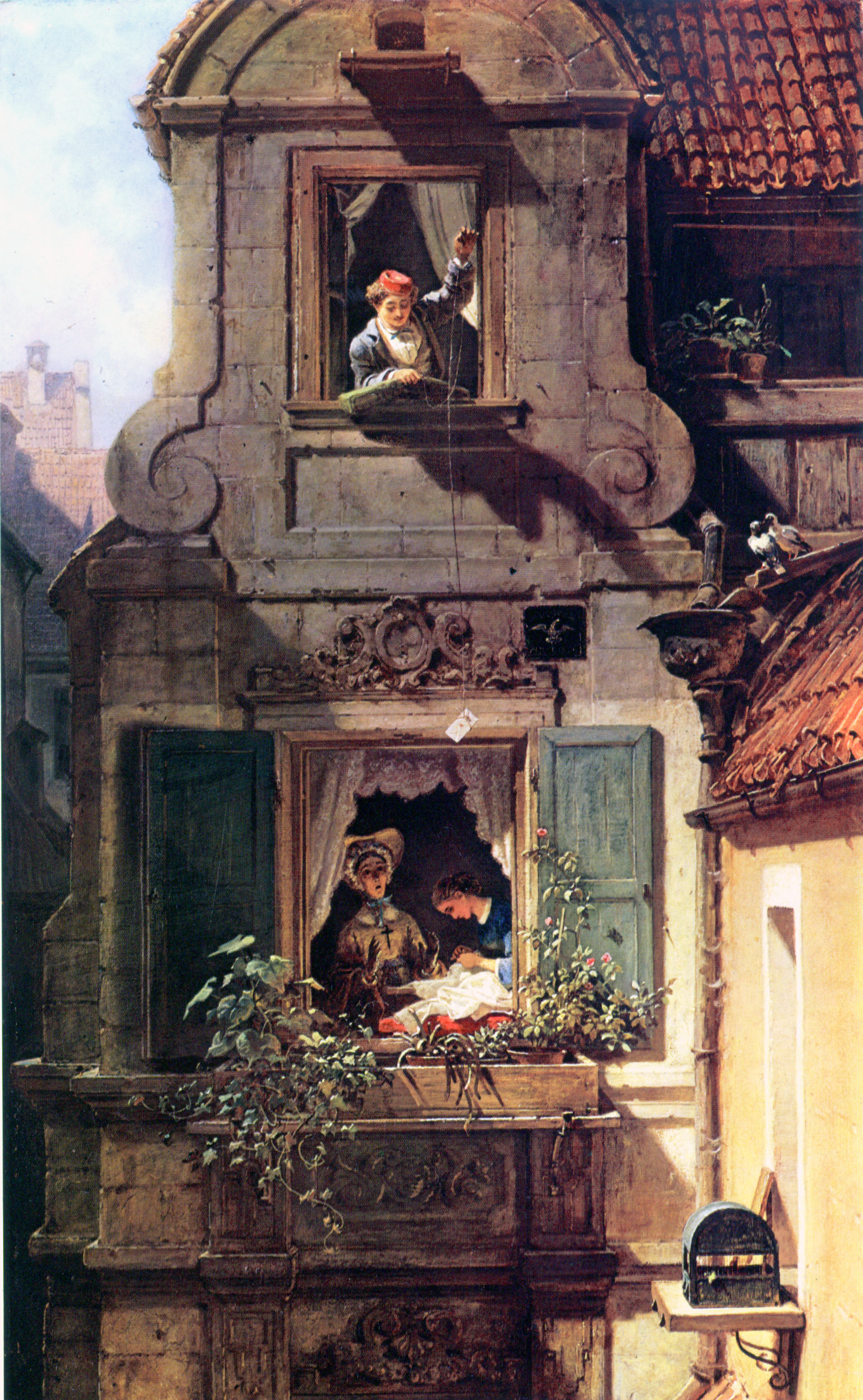
Der abgefangene Liebesbrief

Wo ist der Pass?
Spitzweg machte sich über viele Gepflogenheiten seiner Zeit lustig. Auch die Obrigkeit versieht er mit gutmütigem Spott, so in dem Bild, in dem ein Polizist fahrende Musikanten nach ihrem Pass fragt. Da der Polizist fränkischen Dialekt spricht, versteht einer der Musikanten „Bass“ und deutet auf das Musikinstrument.

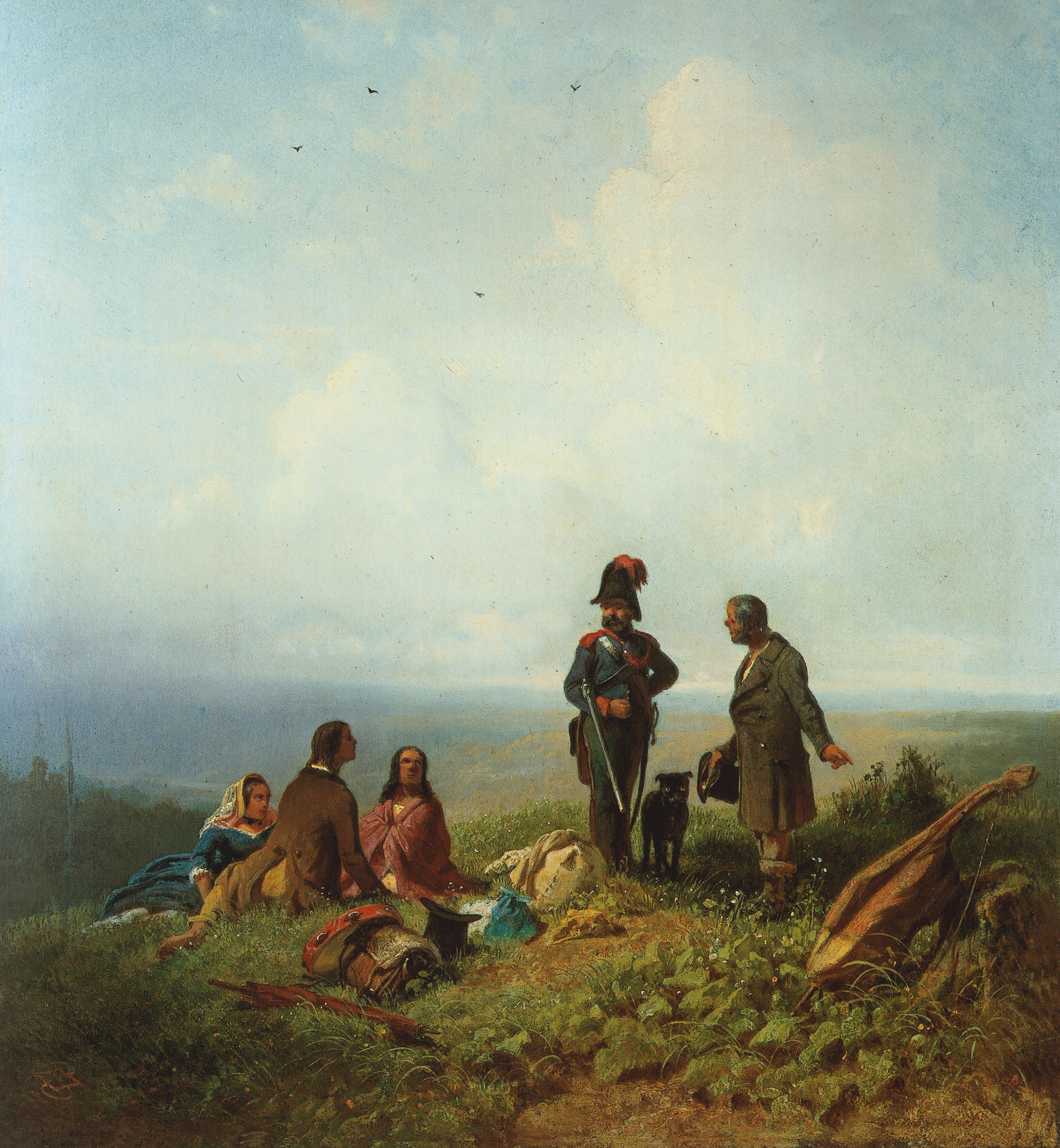
Wo ist der Pass?
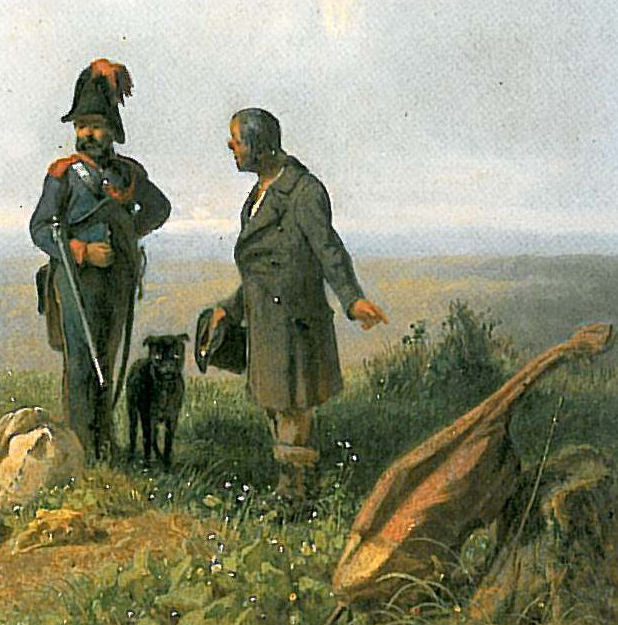
Ausschnitt

Jagdunglück
Ein Sonntagsjäger aus der Stadt ist über Baumwurzeln gestolpert und den Hang hinuntergerutscht. Er hängt mit verrutschter Perücke hilflos am Riemen seiner Jagdtasche und hält verkrampft seine Büchse fest. Spitzweg hat dieses Malheur schadenfroh ausgemalt, indem er die vor Schrecken geweiteten Augen, die nach Halt suchende rechte Hand und die über dem Bauch gespannte Hose zeigt.

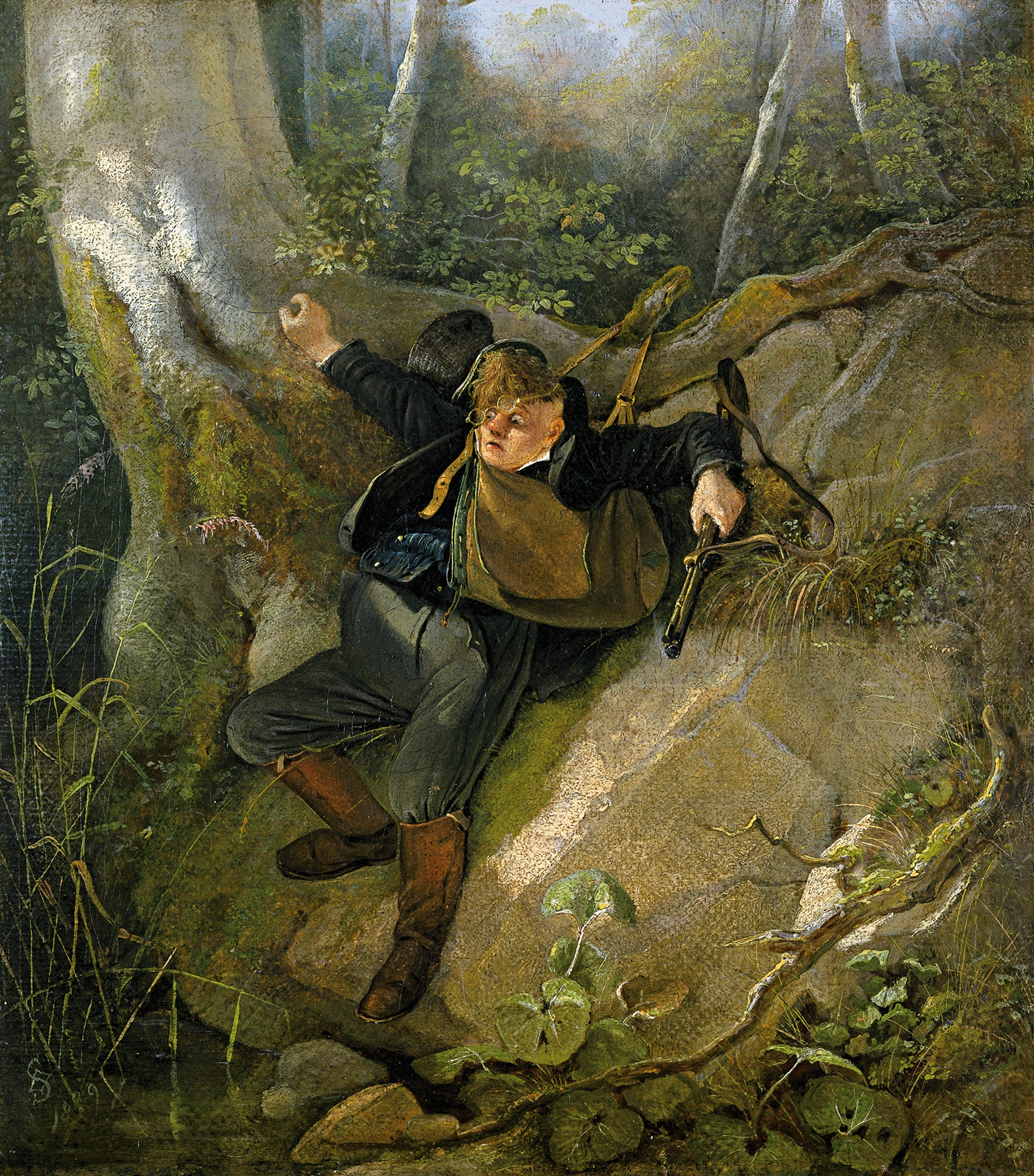
Jagdunglück
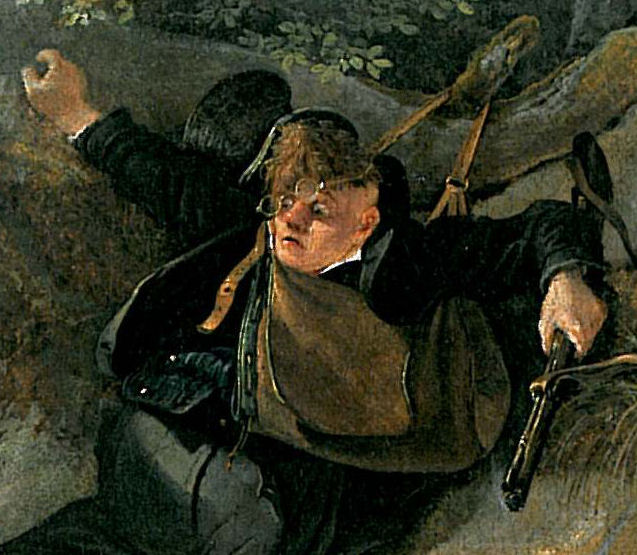
Ausschnitt

Disputierende Mönche / Streitende Einsiedler
Die disputierenden Mönche befinden sich in einer für Einsiedler typischen Umgebung. Während einer der Mönche auf sein Schriftstück zeigt, nimmt der andere eine ablehnende Haltung ein und deutet gleichzeitig auf seinen Verstand. Die streitenden Einsiedler dagegen scheinen sich nicht mehr viel zu sagen zu haben. In großer Entfernung voneinander deutet einer Richtung Himmel, der andere zeigt ihm einen Vogel.

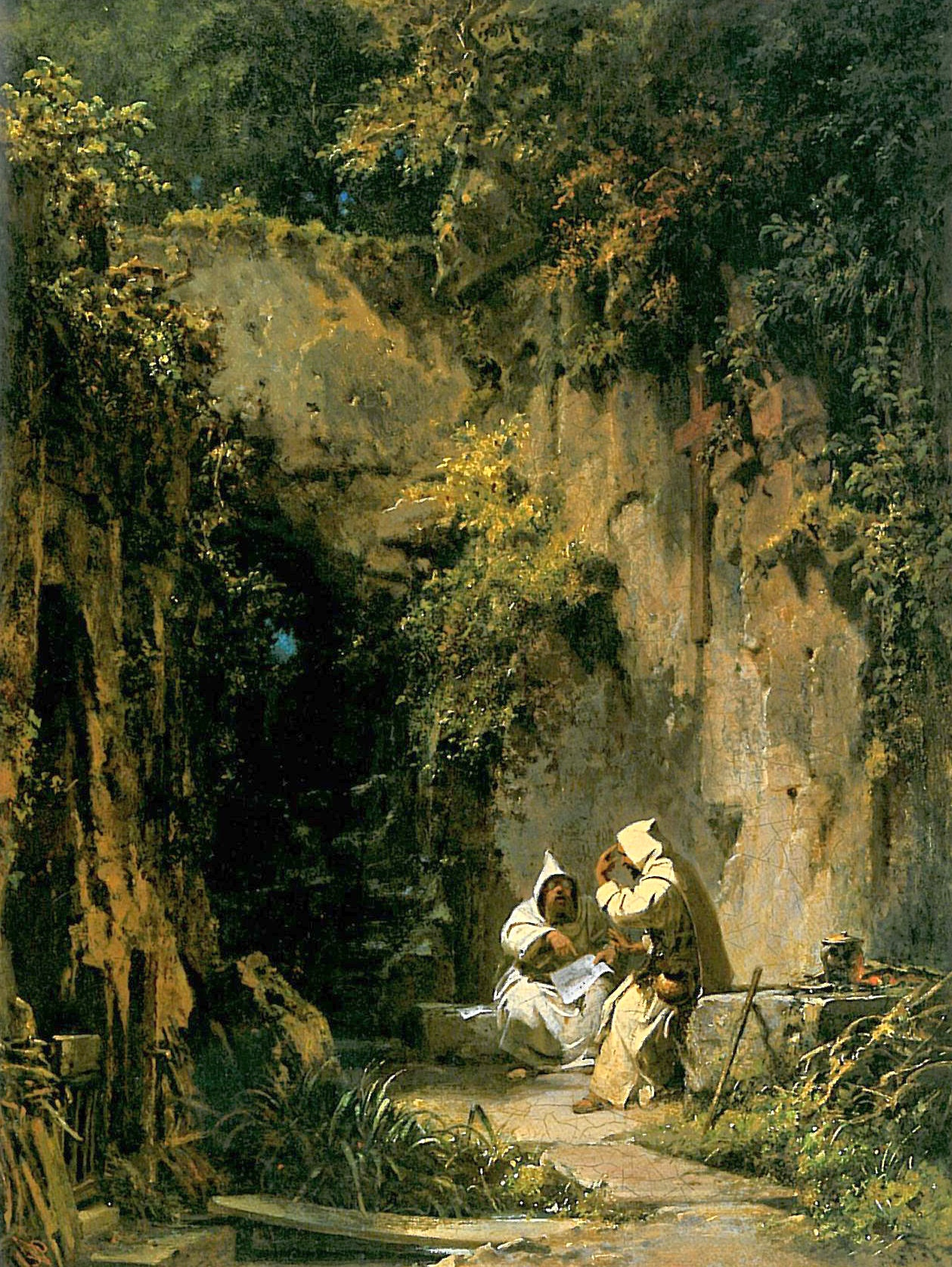
Disputierende Mönche
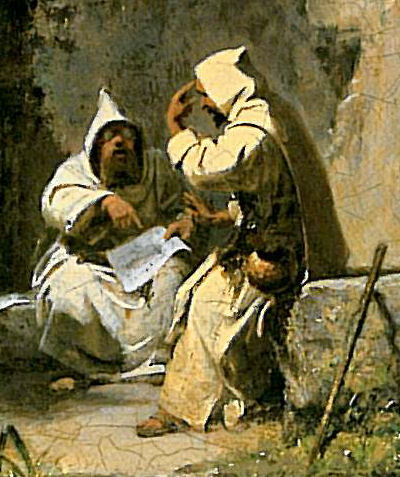
Ausschnitt
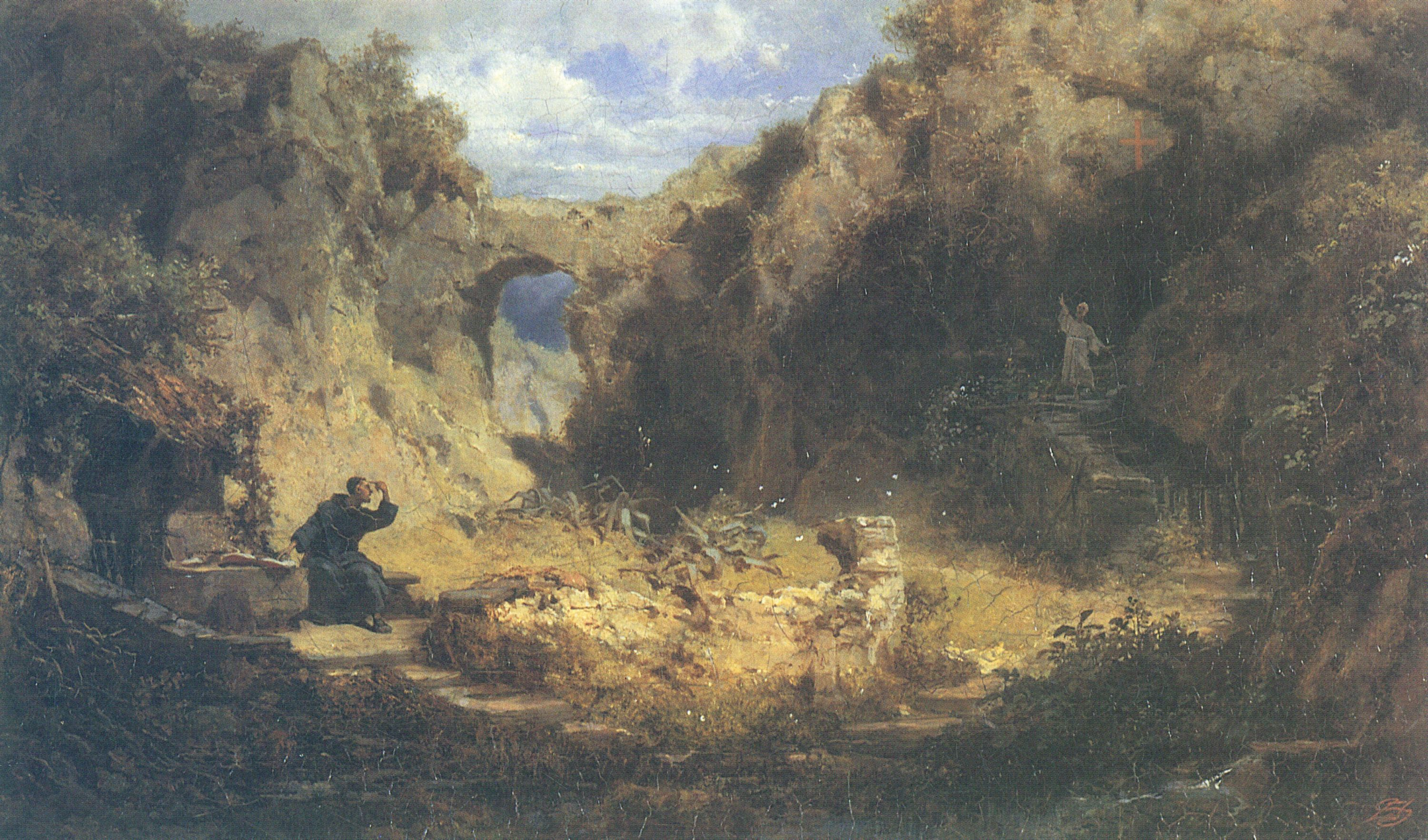
Streitende Einsiedler
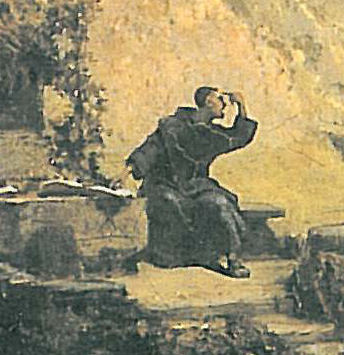
Ausschnitt

Der Porträtmaler (1843)
Links folgt ein Mann mit weißer Schürze devot dem Blick seines Meisters. Dieser ist zurückgetreten, um das von ihm gemalte Porträt zu prüfen. Er steht vor seinem Bild, dessen Staffelei den Bildraum in zwei Hälften teilt. Rechts thront das Modell auf einem Podest. Auffällig ist, dass das Modell eine spanische Tracht des 17. Jahrhunderts trägt. Das wirft die Frage auf, ob Porträts der flämischen Maler Frans Hals, Anthonis van Dyck oder Rembrandt Spitzweg als Vorbild dienten. Vom Fensterbrett aus schaut ein Vogel neugierig zu. Sonnenlicht fällt durch ein großes Fenster in das Atelier.

Der Porträtmaler
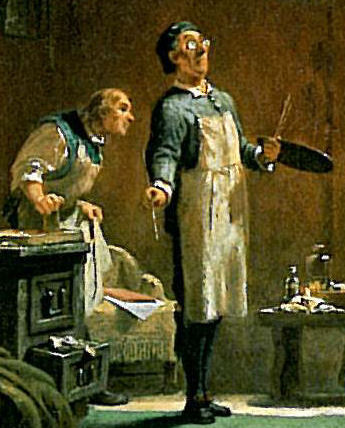
Ausschnitt: Maler und Faktotum
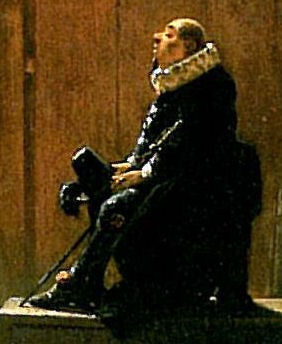
Ausschnitt: Modell
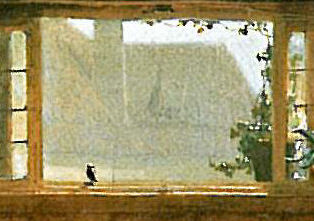
Ausschnitt: Vogel am Fenster

Es zeigt ein nur scheinbar perfektes Künstleridyll. Der neugierige Vogel im weit geöffneten Fenster symbolisiert unbegrenzt erscheinende Freiheit, jedoch hat der Maler diese nicht. In seinem kleinen Atelier betrachtet er, steif und die Hände zur Seite haltend, das werdende Großporträt auf der Staffelei. Auch auf dem Boden rings herum sind viele Gemälde zu sehen. Wie bei Spitzwegs hintergründiger Erzählkunst häufig, trügt die Idylle. Denn der Künstler wirkt bei genauerer Betrachtung ratlos. Das Modell selbst trägt keine als spanisch ersichtlichen Charakterzüge. Der Künstler hat sich bereits in verschiedensten Genres – der religiösen Malerei, der Kunst des Porträts, der Genremalerei – versucht, doch offensichtlich blieben viele seiner Werke unverkauft. Das Verkaufsglück war dem jungen Künstler nicht hold. Daher bekam der Gipsabguss der Siegesgöttin Nike, als Zeichen ihrer Launenhaftigkeit, eine Narrenkappe aufgesetzt.
Dieses Gemälde trägt deutliche autobiographische Züge. Spitzweg thematisiert seine eigenen, am Anfang seiner Karriere vergeblichen Versuche, seine Werke zu verkaufen. Bei näherer Betrachtung ist auf dem großen, am Ofen lehnenden Deckel einer Gemäldekiste die Bezeichnung „Hanno[...]“ zu entziffern. Diese bezieht sich auf den Hannoverschen Kunstverein, über welchen Spitzweg, mit durchaus wechselndem Erfolg, verschiedentlich versuchte, Gemälde zu verkaufen. Im konkreten Fall hatte Spitzweg seinen Agenten Pichler gebeten, das Gemälde Bergschüler (Kinder im Walde) zum Kunstverein in Hannover zu schicken, um es dort zu Geld zu machen. Es ist im Bildvordergrund rechts zu identifizieren. Dies gelang ihm aber mit den „Bergschülern“ – wie auch mit anderen Werken – vor allem in Hannover (wohin er seit 1838 in Verbindung stand) nur mit ungenügendem Erfolg. Erst nach einem weiteren misslungenen Versuch beim Rheinischen Kunstverein fand das Werk bei seiner späteren Präsentation in Karlsruhe einen Käufer. Der Misserfolg in Hannover beschäftigte den Künstler offenbar langjährig. Das Gemälde Historienmaler in seinem Atelier kann als eine „Art Rechenschaftsbericht zu dieser Auseinandersetzung, die erst beendet wurde, als ein anderer Schatzmeister die Verwaltungsarbeiten übernahm“ gesehen werden.

#### Idyllen und Landschaftsbilder
Vom Jahr 1859 bis zu seinem Tod beschäftigte sich Spitzweg viel mit „kleinen Landschaften“, die er oft auf den Brettchen seiner Zigarrenkisten malte. Mit zunehmendem Alter überzeichnete Spitzweg seine Figuren weniger karikaturhaft, sondern betonte immer öfter das Idyllische.
Liebhabereien

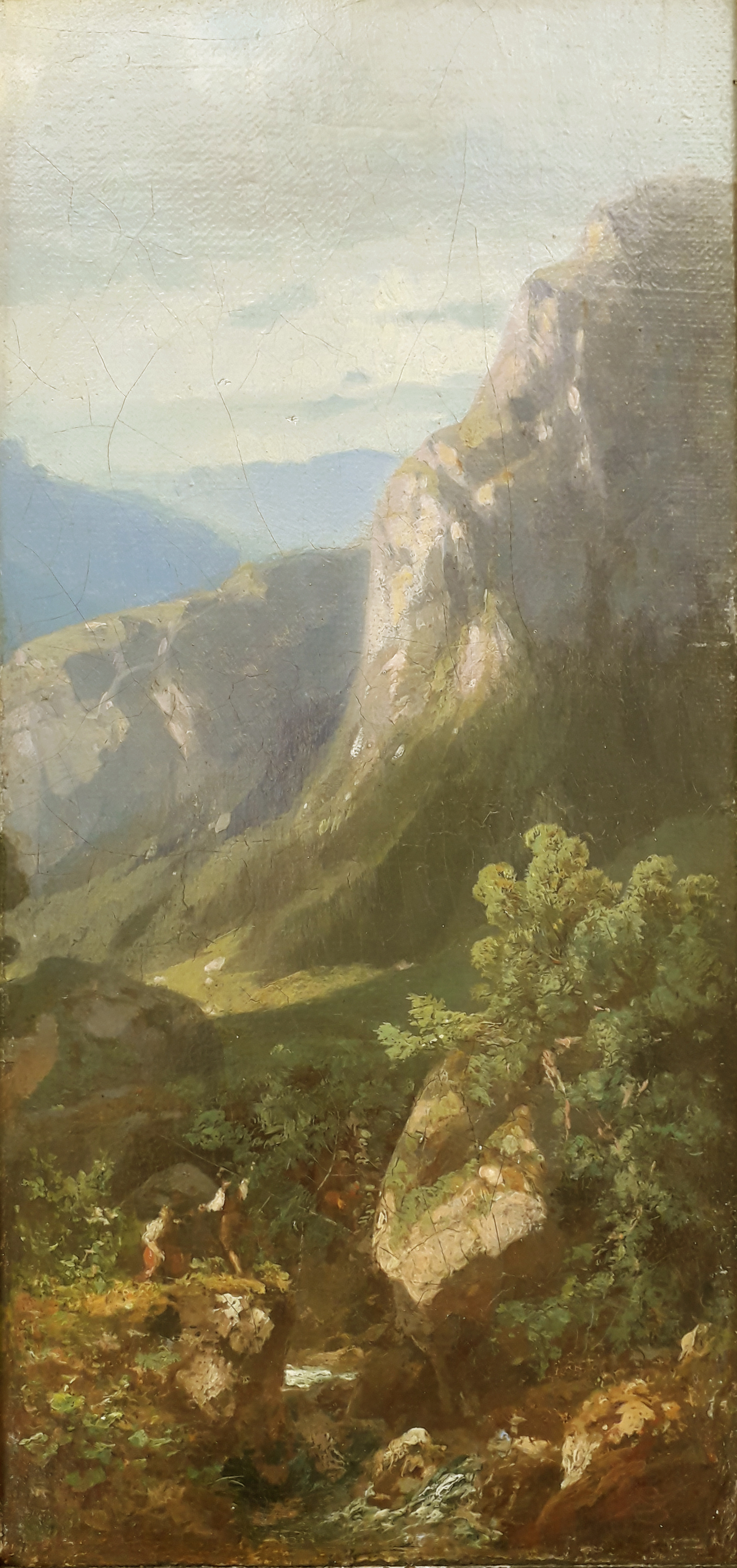
Am Gebirgsbach, ca. 1880, zwei fischende Kinder in Gebirgslandschaft, Rautensignatur rechts unten, 27 × 12 cm, Privatbesitz

Spitzweg charakterisierte gerne Menschen mit ihren Liebhabereien. Auf dem Bild Der Kaktusfreund betrachtet ein alter, Pfeife rauchender Herr im Hausrock seinen Kaktus, der eine Blüte hervorgebracht hat. Lange musste er darauf warten und freut sich jetzt still darüber. Spitzweg entwirft hier einen friedlichen Ort, an dem sich Natur und Mensch harmonisch zusammenfinden.
Beim Kaktusliebhaber zeigt der dicke Kaktus eine rote Blüte. Ein Schreiber mit Glatze, rötlicher Knubbelnase und hochgeschlossenem Rock beugt sich dem Kaktus entgegen, der sich ihm seinerseits zuneigt. Ob die Schatten des Uhrenpendels und der Gewichte richtig oder falsch dargestellt sind, ist strittig.
Der Schmetterlingsjäger zeigt noch einmal Spitzwegs ironische Ader. Mit starker Brille und einem zu kleinen Kescher steht der Hobbybiologe ziemlich hilflos mitten in einem tropisch anmutenden Wald, während zwei riesige blaue Schmetterlinge im Vordergrund frei herumgaukeln. Der Bildbetrachter sieht sie, der weiter entfernte unbeholfene Schmetterlingssammler nicht.
Der Geologe zeigt einen Erdwissenschaftler bei der Geländearbeit, ein Handstück beobachtend.
Im Dachstübchen hält eine Szene fest, in der ein lehrerhaft aussehender Mann die Gelegenheit, seine Fensterblumen zu gießen, nutzt, um eine junge Nachbarin bei einer Hausarbeit am offenen Fenster zu beobachten, was sie mit einem Blick erwidert.

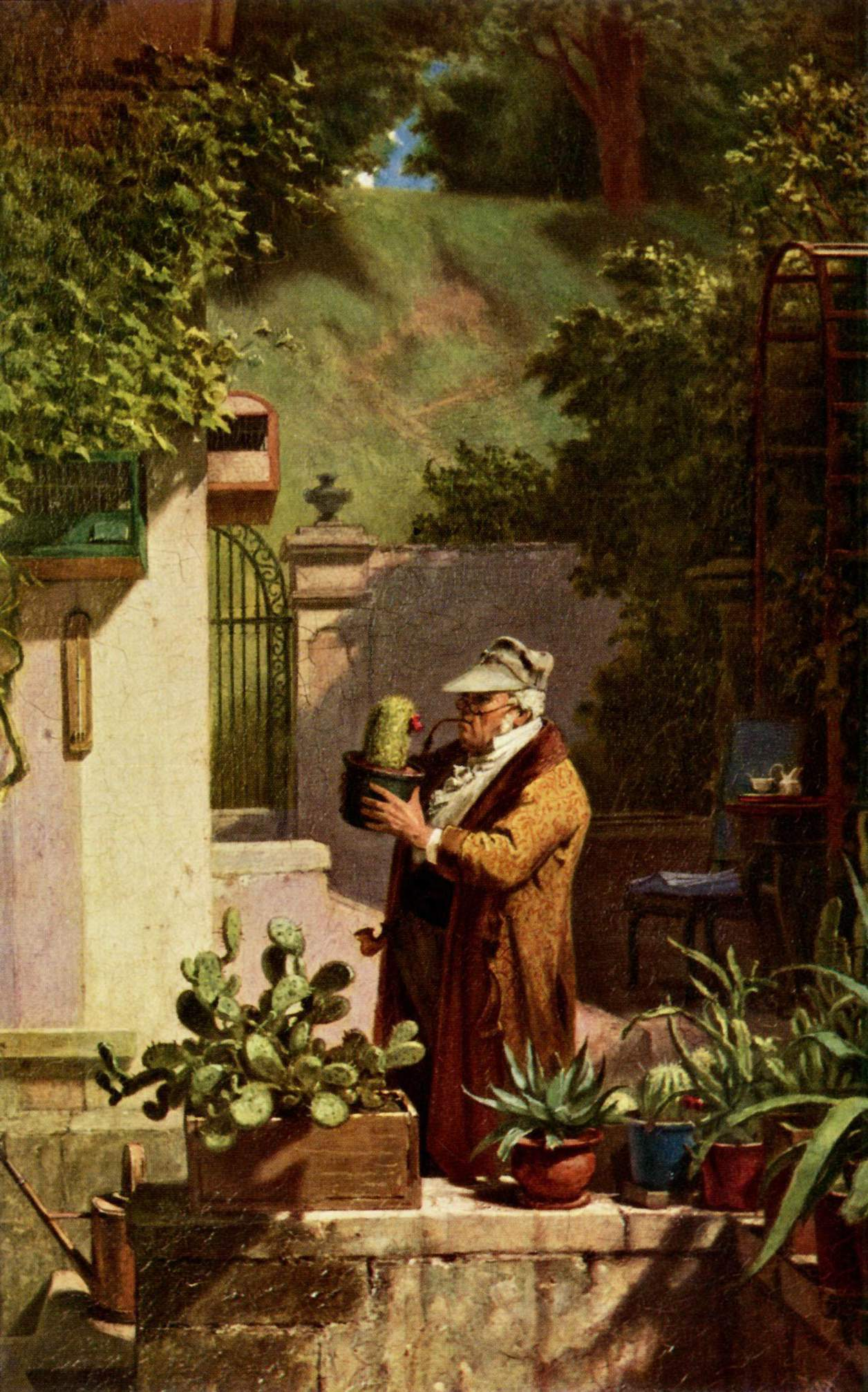
Der Kaktusfreund
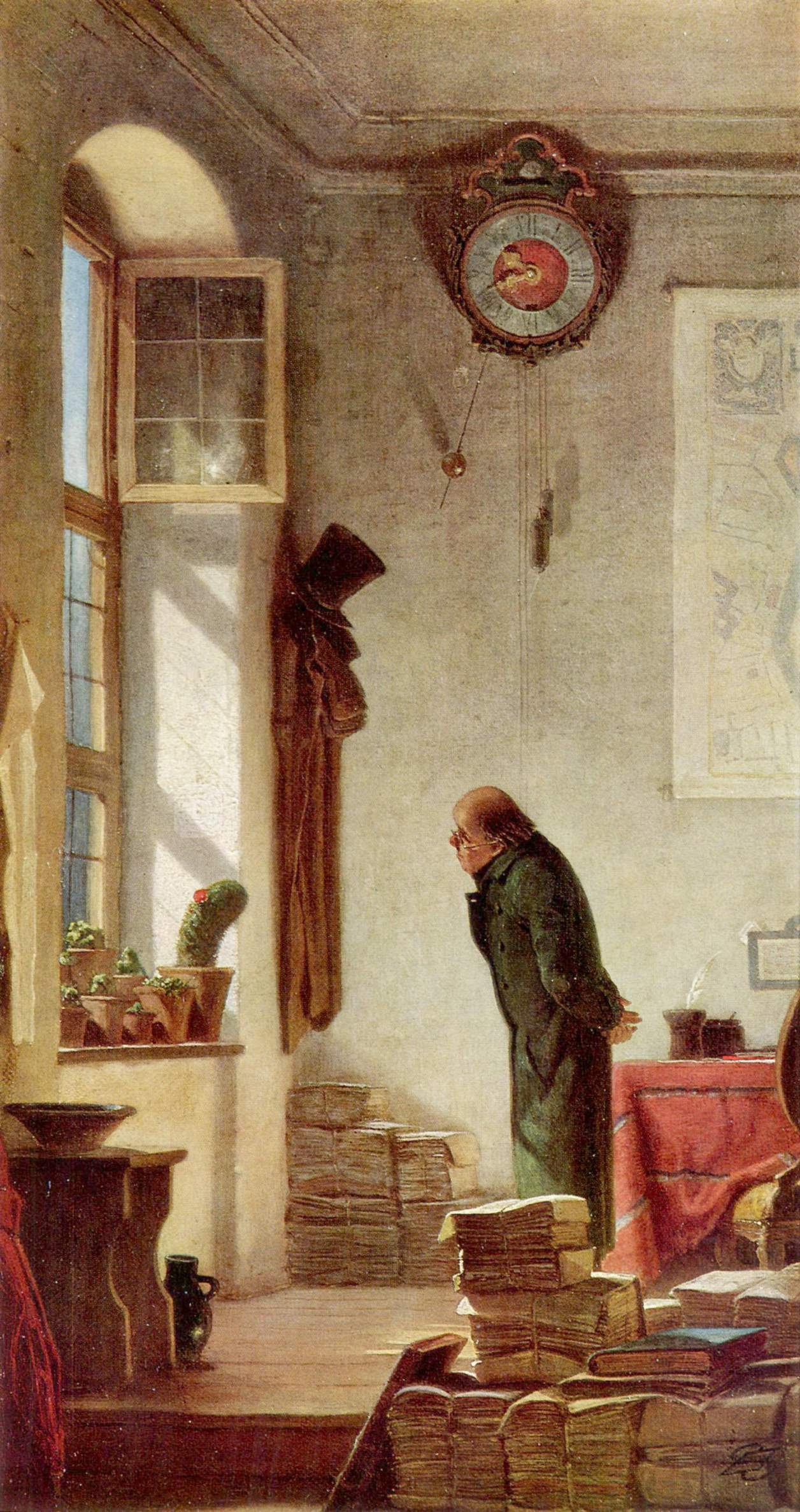
Der Kaktusliebhaber
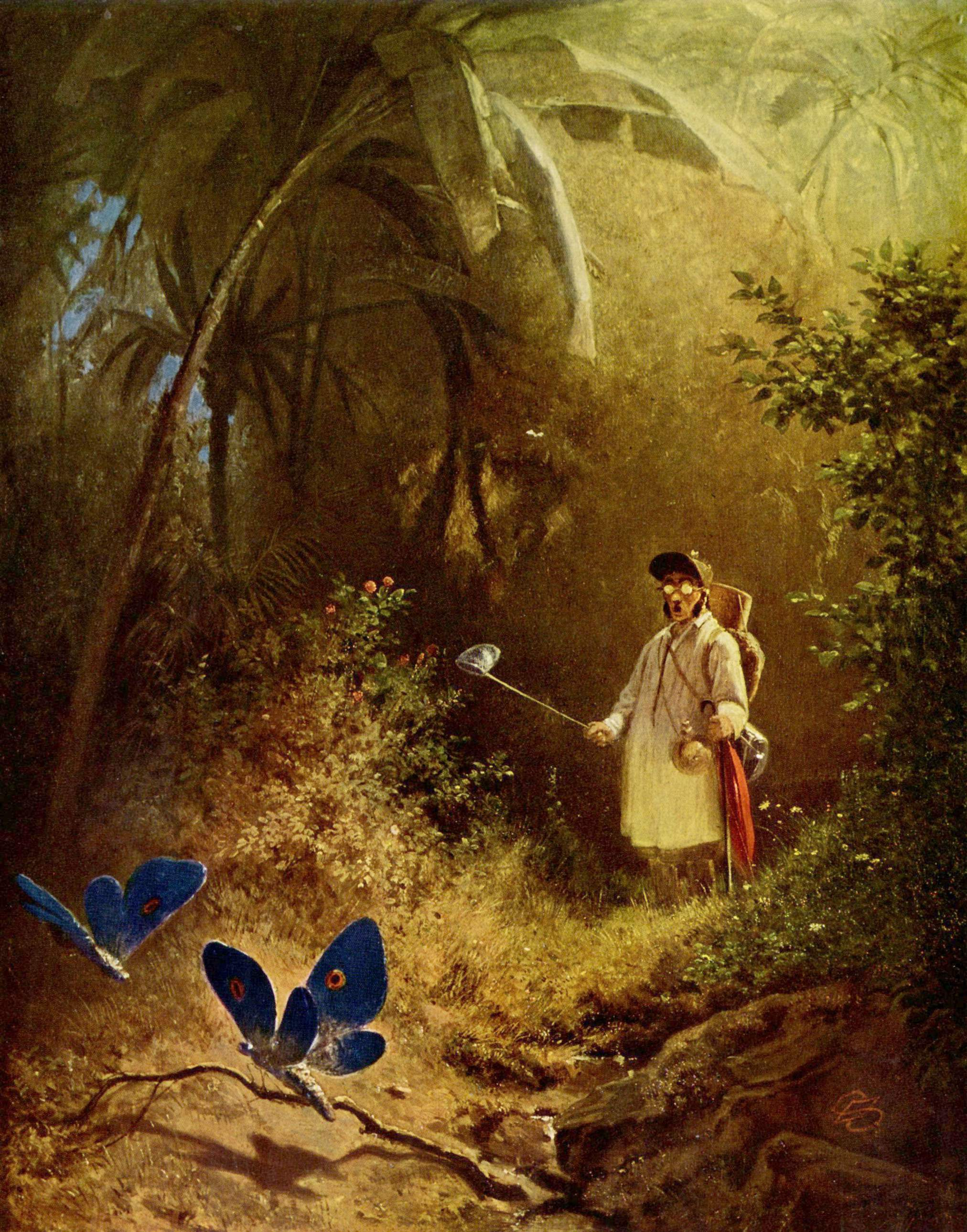
Der Schmetterlingsjäger
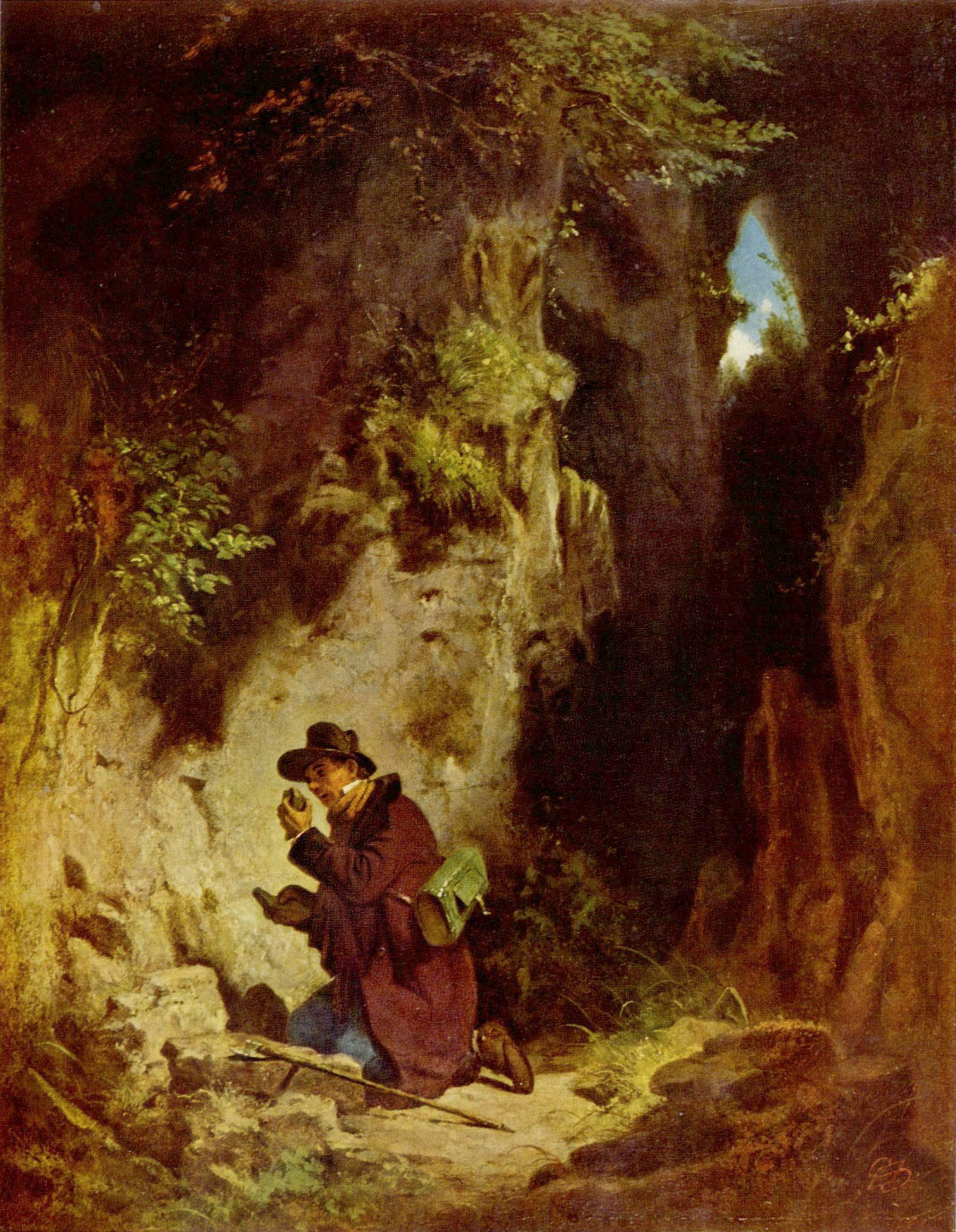
Der Geologe
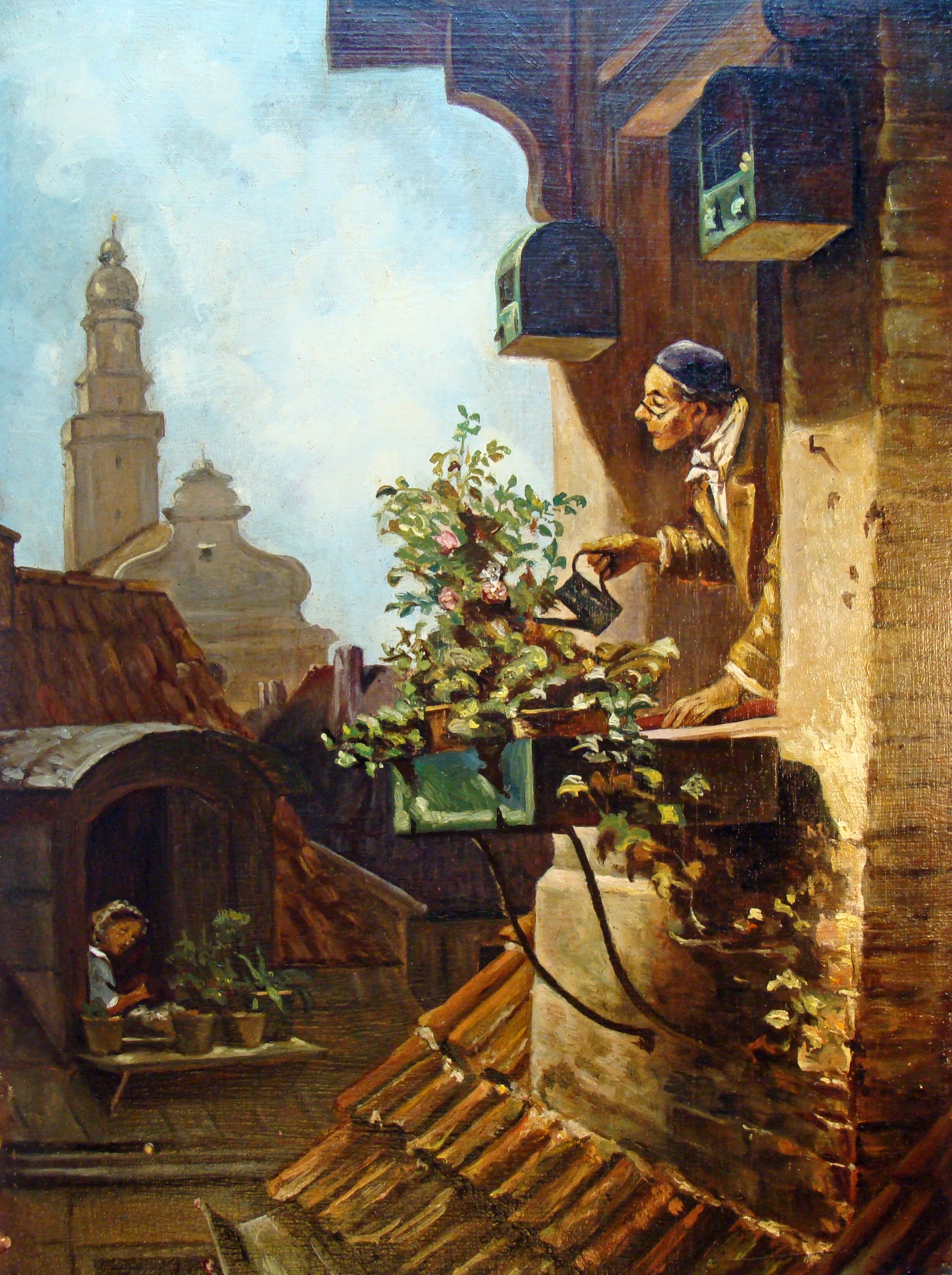
Im Dachstübchen

Idyllen
Seit den 1860er Jahren beschäftigte sich Spitzweg intensiv mit Nachtbildern und schuf die Werke wie Das Ständchen im Mondlicht oder Der eingeschlafene Nachtwächter.
Der Blasturm in Schwandorf erzählt keine Geschichte, sondern ist eine Naturstudie. Vor dem Sternenhimmel ragt der alte Turm auf, aus dessen oberem Fenster Licht scheint.

Das Ständchen
Der eingeschlafene Nachtwächter
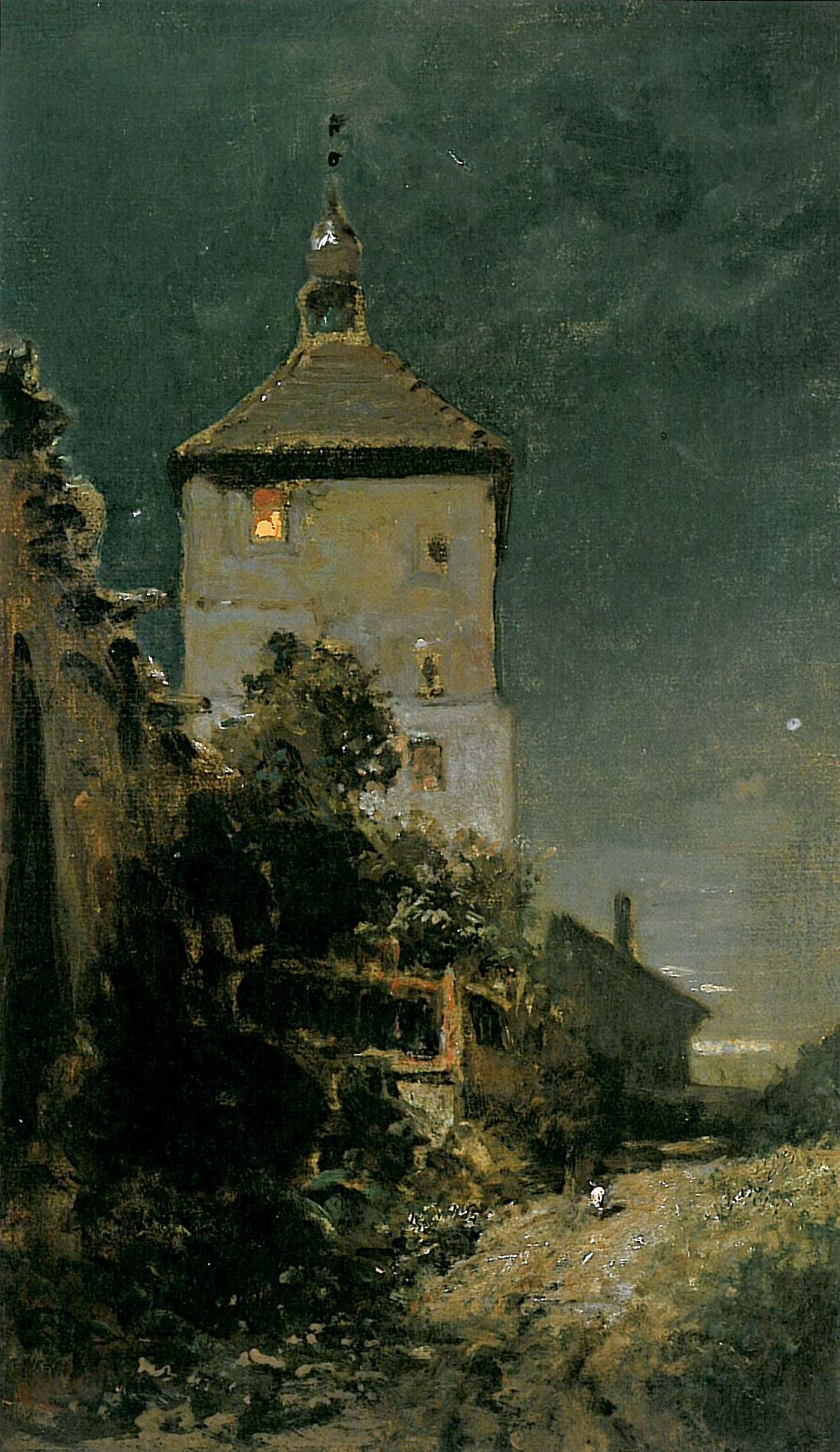
Blasturm in Schwandorf
Im Hausgarten
Der Sonntagsspaziergang

#### Gesellschaftskritik

Der Maler im Garten

Spitzwegs bis heute anhaltender Erfolg gründet ohne Zweifel darauf, dass er vordergründig in seinen Schilderungen kleinbürgerlich-schrulliger Verhaltensweisen eine leicht verständliche, überschaubare Welt zeigt, die er aber mit Witz und Scharfsinn auch karikiert. Sein Humor war hintergründig und oft kritisierte er tiefsinnig und pessimistisch die Missstände seiner Zeit. Seine Gemälde, denen so viel Merkwürdiges zu eigen ist, zeugen aber nicht von Unverständnis, sondern von seiner großen Menschenkenntnis. Sie reflektieren zudem kleinbürgerliches Biedermeier und revolutionären Vormärz zugleich. In vielen seiner Bilder, etwa in Der Schmetterlingsjäger, haben die Personen einen roten Regenschirm in der Hand.
Spitzweg war nicht nur der populäre Malerpoet und satirische Chronist der „guten alten Zeit“, der Szenen kleinstädtischen Lebens in verwinkelten Altstadtarchitekturen. Herrschen gesellschaftliche Enge und Beschränkungen in einem Überwachungsstaat, zieht sich der Bürger oft in einen privaten Winkel zurück. Freie Meinungsäußerungen galten zu Spitzwegs Lebzeit als sehr riskant. Vielen erschien es als ratsam, tunlichst nicht über Politik zu sprechen. Strenge Zensur verbot Zeitungen und Bücher, viele Schriften konnten nur nach zwangsweisen Korrekturen publiziert werden.

Justitia, Fiat Justitia, Auf der Lauer oder Die Gerechtigkeit wacht, 1857

Der Kunstgriff des Malers waren seine Darstellungen von Zollbeamten, Wachposten, Grenzern und Soldaten. Charakteristisch für Spitzweg sind seine künstlerischen Interpretationen zum Thema Krieg. Er malt nicht dramatische oder heroische Szenerien, sondern Banales und gähnende, strickende oder schlafende Soldaten. Humorvoll hat der Maler zum einen das Kleinbürgertum, zum anderen aber auch die Wissenschaftsgläubigkeit seiner Zeit und das Gelehrtentum ins Visier genommen. In seinem Werk offenbaren sich Gegensätze zwischen der damaligen Wirklichkeit und dem vorherrschenden Stubengelehrtentum (Beispiel: Kunst und Wissenschaft gemalt um 1880), zwischen Naturbegeisterung und Naturferne der bürgerlichen Wirklichkeit (Sonntagsspaziergang 1841), zwischen tatsächlicher Lebenswirklichkeit und bloßer Theorie (Der Alchimist, 1860er Jahre). Seine „Justitia“ (Die Gerechtigkeit wacht 1857) bedient eine ramponierte Waage der Gerechtigkeit. Das Metternichsche System beeinträchtigte auch seine Kunst, obwohl er finanziell große künstlerische Unabhängigkeit hatte. Es gilt bis heute als Inbegriff von Verfolgung und Unterdrückung von Demokratie, Presse-, Meinungs- und Versammlungsfreiheit.
Der von ihm 1860 gemalte Institutsspaziergang offenbart, auch in diesem Bezug, Spitzwegs künstlerische Qualität – eine erfrischende Bereicherung auch der politischen Landschaft zu seiner Lebenszeit. In seinem künstlerischen Werk werden unter brütender Sommersonne uniformierte Schülerinnen von wachsamen Nonnen „wohlbehütet“ durch die Landschaft geführt. Diese kontrollieren auch, dass die Blicke der Kinder und Jugendlichen nicht abschweifen – vom „Pfad der Tugend“ zum mit dargestellten Liebespaar oder zu der auf der Wiese lagernden, ländlichen Gesellschaft des Gemäldes. Nur ein Mädchen wagt einen Blick auf das Liebespaar am Wegesrand. Auch auf die heutige Gegenwart übertragbar, finden bei Spitzweg staatliche Autorität und Überwachung Ausdruck – nicht nur behütendes, sondern explizit auch bedrohliche Symbole eines Repressionsstaates. In seinem Gemälde Justitia von 1857 beobachtet ein Polizist – hinter einer Statue Justitias – den Ort für amtliche Bekanntmachungen. Dies geschieht im Bild verstohlen und aus dem Schatten einer Hausecke heraus.

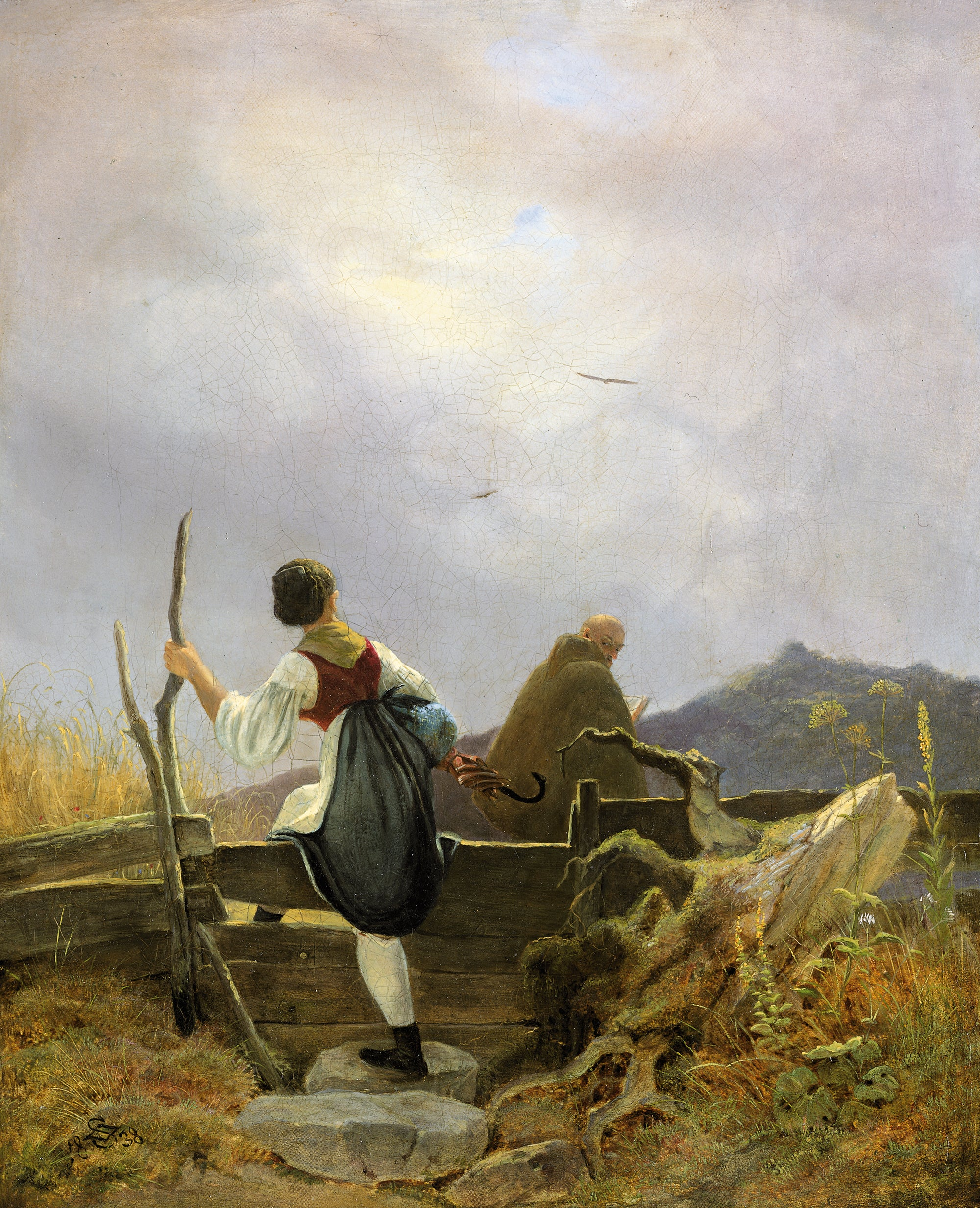
Sennerin und Mönch, 1838

Spitzweg stellt malerisch zudem Doppelmoral von Priestern und Eremiten dar, die sich Trunk und Völlerei hingeben, die von erotischen Abenteuern träumen und dem weiblichen Geschlecht nachstellen. Die zölibatäre Barriere stellt er als leicht überwindbar dar. Dies zeigt Spitzweg zum Beispiel im Bildwerk Sennerin und Mönch von 1838 – Geistliche auf der Suche nach Liebesabenteuern und sexueller Lust. Spitzweg gaukelt dem oberflächlichen Bildbetrachter voller Poesie eine arglos erscheinende Welt vor, die jedoch bei hinterfragendem Hinsehen Doppelbödigkeit offenbart.
In diesen Themenkreis lässt sich sein „Bücherwurm“ (um 1850), der Schopenhauers Bemerkung „Jeder hält das Ende seines Gesichtskreises für das der Welt“ verbildlicht, ebenso wie der von ihm gemalte „Arme Poet“, einordnen. Ein Poet, dem geordneten Alltag entrückt, in einer Dachstube Zuflucht gefunden, erscheint bei ihm als eine groteske Figur, als ein lebensuntüchtiges Unikum.
Kauzige Schmetterling- und Vogelfänger oder der Spießbürger als „Sonntagsjäger“ sind bei ihm ein Bild voller Komik, das feinsinnig ein Schlaglicht wirft auf den „Landadel“ seiner Zeit, zumal die Bauern damals unter der Jagdbegeisterung des Adels litten. Spitzweg bietet Möglichkeiten zu spannenden Entdeckungen, seine Idylle ist trügerisch und sein Witz entlarvt diese.
Spitzweg führt auch die Schattenseiten vermeintlich idyllischer Kleinstädte vor, wo jeder sozusagen alles sieht und weiß. Wie dies in permanente Beobachtung und damit in Überwachung umschlagen kann, wird im Bild Gratulant überreicht Blumenbouquet (Der ewige Hochzeiter) (1872) augenscheinlich. Dem Kavalier des Gemäldes bietet sich für sein intimes Liebesgeständnis offensichtlich kein Ort der Verschwiegenheit. Rund ein Dutzend Nachbarn, die aus Fenstern blicken oder Passanten, die sich auf der Gasse umwenden, verwandeln die Szenerie in einen Ort der sozialen Kontrolle. Sein Frühwerk Der Trunkenbold (1836) und die Zeichnung Der Bettler (um 1840/1845) entstanden beide vor dem Revolutionsjahr 1848. Diese belegen Spitzweg nicht nur als psychologisch sensiblen Interpreten gebrochener Charaktere und unglücklichen Daseins, sondern ebenso als schonungslosen Kommentator gesellschaftlicher Missstände. Auch das um 1835 entstandene Blatt Im Putzmachersalon ist als Kritik an bestehenden Verhältnissen zu verstehen, denn Heuchelei und Doppelmoral werden hier dargestellt. Mit einem Sortiment von Hüten und zahlreichen Schachteln lediglich als Geschäft eines Modisten getarnt, handelt es sich bei dem dargestellten Etablissement in Wahrheit um ein Freudenhaus mit regem Betrieb. Explizit politischen Inhalt hatten dagegen Spitzwegs Zeichnungen für die kritische Wochenzeitschrift Fliegende Blätter. Insbesondere vor und nach den Umsturzjahren von 1844 bis 1852 war dies sein Zyklus Wachtstubenfliegen. Bei Spitzweg wurde dieser sozialkritische und politische Aspekt nicht immer wahrgenommen. Alois Elsen merkt schon frühzeitig an: „Man hat die leise warnende, mahnende Stimme in solchen Beiträgen zu den ‚Fliegenden Blättern‘ geflissentlich übersehen, und so konnte sich die Anschauung durchsetzen, er hätte für seine Person nicht viel von dem Treiben seiner Mitbürger in jenen kritischen Jahren gehalten. [...] In Wirklichkeit hatten Spitzweg und die kleine Gesellschaft um ihn all ihre Hoffnungen auf jene Revolution gesetzt, die von Paris aus auf Leipzig, Wien und München übergriff, ohne dort auch nur etwas zu erreichen.“ Über das ausgeprägte politische Interesse Spitzwegs berichtete ablehnend sein Wiener Malerfreund Moritz von Schwind (1804–1871) in einem Brief 1849 an Bernhard Schädel. Er nannte ihn einen „politisierenden Malern“, womit Schwind auf den Künstlerkreis im Café Scheidel abzielte, der bereits um 1840 von Spitzweg eingerichtet und gepflegt worden war.
Allgemein beschäftigen Spitzweg, in vielen seiner Werke, die Gegensätzlichkeiten von Innen- und Außenwelt, von Mensch und Natur, wenngleich nicht belegbar ist, dass er sich mit diesen philosophischen Konstruktionen eingehender auseinandersetzte.
Die Künstler des expressiven Biedermeier nahmen im Gegensatz zu Spitzweg häufig eine konformistische Haltung des Schweigens ein, um dadurch Repressionen zu entgehen. Den damaligen bundesstaatlichen Strukturen  einer angeblichen Gewaltenteilung begegnete er mit Ironie und übte mit verschlüsselten Strategien Kritik an bestehender Ungerechtigkeit. Zahlreiche Werke Spitzwegs offenbaren seine spöttische Haltung gegenüber den Mächten des Staates, insbesondere im Zusammenhang mit den Vollzugsorganen, in Form von Zollbeamten, Wachtposten oder Bürgersoldaten. Manchmal entblößt er diese Protagonisten – wie etwa den Fliegenfänger (1848) – in all ihrer Unzulänglichkeit. Bereits eine banale Geste gerät dabei zu unfreiwilliger Komik. Die Beschäftigungslosigkeit der vielen Uniformierten – in den hoch gerüsteten Zeiten, ohne aber konkrete militärische Auseinandersetzungen – rief bei ihm groteske Darstellungen hervor. Anstelle von Waffen hält der Wachtposten in Es war einmal (Der strickende Wach-posten) (1850) Strickzeug in Händen. Militärs gähnen vor Langeweile, vertreiben sich die Zeit mit Fliegenfangen oder sind bei ihrer Wachtaufgabe in seinen Bildern gar als eingeschlafen karikiert.
Beim Bildwerk Päpstliche Zollwache (um 1855) wird Korruptheit thematisiert. Während der Beamte das Gepäck untersucht, steckt ihm ein Reisender etwas zu, offensichtlich um ihn über ein beabsichtigtes Zollvergehen hinwegsehen zu lassen.

#### Darstellung technischer Neuerungen

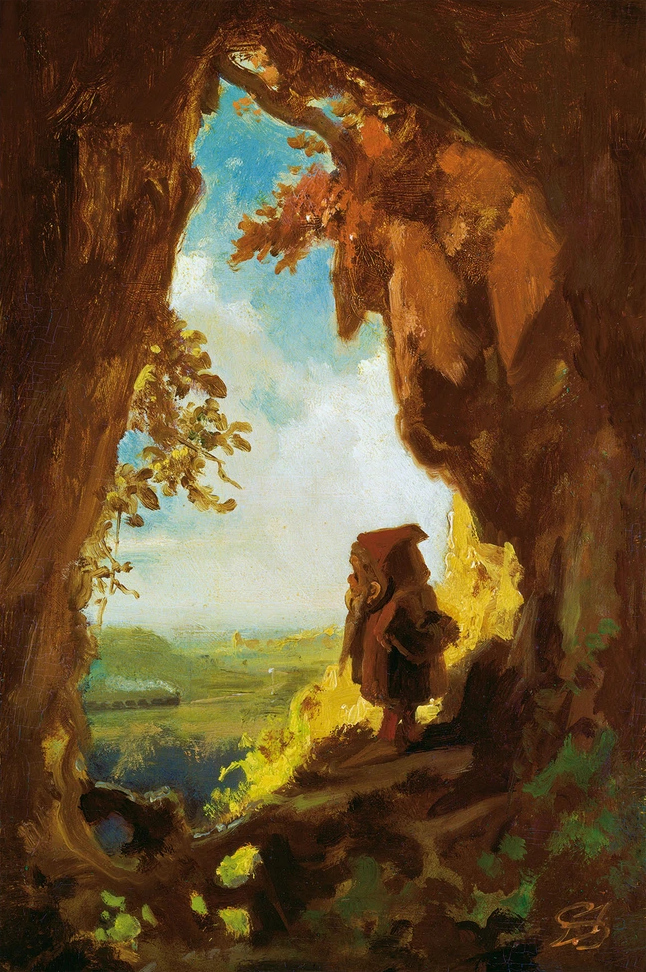
Gnom, Eisenbahn betrachtend um 1848

Ein Ölgemälde von ihm, das um 1848 auf einem Holzdeckel einer Zigarrenschachtel entstand, ist betitelt mit Gnom, Eisenbahn betrachtend. Die alte Welt der Märchen und Sagengestalten wird der neuen Welt des Wandels und des technischen Fortschritts darin gegenübergestellt.
Der deutsche Journalist, Kunsthändler, Kunsthistoriker und Buchautor Florian Illies bezeichnet das Werk als „das vielleicht verrückteste Gemälde von Spitzweg“. Illies geht der Frage nach, ob Spitzwegs Gnom, Eisenbahn betrachtend gegenüber dem vier Jahre älteren Gemälde Regen, Dampf und Geschwindigkeit – der Zug der „Great Western Railway“ von William Turner ein Rückschritt sei, und beantwortet sie damit, dass zum einen zwar die Kleinbürgerlichkeit von Spitzwegs Gemälden sichtbar werde. Zum anderen aber karikiere dieser meisterhaft seine Gegenwart „als märchenhafte Zwergenwelt […], die glaubt, das Kommen und Gehen der Moderne aus ihren sicheren Höhlen beobachten zu können.“ Spitzweg sei dabei aber durchaus selbstkritisch – der Blickwinkel des Malers zeige, dass seine Position schließlich noch tiefer in der Höhle liegt, als die des Gnoms. Selbstironisch kommentiere Spitzweg somit „seinen Ruf als biedermeierlicher Sonntagsmaler, der die Zeit anhalten wolle.“
Spitzwegs Ankunft in Seeshaupt (um 1880) zeigt einen angelegten Raddampfer, am Kai der sehr kleinen Stadt, am Starnberger See. Eine größere Reisegesellschaft erklimmt die Steigung zum Ort, der nur aus wenigen Häusern zu bestehen scheint, und der Weg auf seinem Gemälde, den sie beschreiten, führt dahinter direkt in die Berge der Alpen. Der Dampfbootschiffer steht mit Uniformmütze auf dem Oberdeck des Schiffes und schaut dem bewegten Treiben zu. Dieses Gemälde zeigt eine touristische Idylle.
Die vielen Entdeckungen und Erfindungen zu Spitzwegs Lebenszeit stehen für ein „Zeitalter des Fortschrittes“ in verschiedensten Wissensgebieten, Die Vertreter dieses Zeitabschnittes stellt er unter anderem in Gemälden wie Der Chemikus (1855), Der Geologe (1865), Der Naturforscher in den Tropen (1835) und Der Astrologe (1864) vor. Gerade er, als gelernter Apotheker, stand neuen Erkenntnissen offen gegenüber und die durch Wissenschaft generierten Wirklichkeitsvorstellungen entsprachen seinen Überzeugungen. Er war zudem an der Universität München für die Fächer Chemie, Physik, Botanik, Toxikologie, Zoologie und Mineralogie eingeschrieben. Oft wird in seinen – mitunter ins Schrullige gesteigerten – Gelehrten-Darstellungen auf technische Neuheiten Bezug genommen. Das dargestellte Teleskop des Sterndeuters zum Beispiel verweist auf die optischen Erfindungen des Physikers Joseph Fraunhofer und zugleich auf die Konstruktionserfolge von Leonhard Späth in seiner Heimatstadt München. Das Interieur der überquellend gefüllten Studierstube des Naturforschers (ca. 1879) erscheint als Anspielung auf die Entdeckungen Darwins. Nicht nur die Unterhaltungen aus der Naturgeschichte – so der Titel des Großwerkes von Gottlieb Tobias Wilhelm, befand sich in Spitzwegs Besitz. Es ist auch sein Interesse an den Geisteswissenschaftlern, die seine Werke beleben als Philosophen, Dichter oder Bibliothekare, das bei ihm auffällt.
Exotisches
Auf einer Reise zur Weltausstellung in London bekam Spitzweg einen kleinen Einblick in die Lebensweise fremder Völker, die er gleich in Bilder umsetzte.
Das Bild In der Synagoge wurde durch Spitzwegs Besuch der „Alt-Neu-Synagoge“ in Prag angeregt. Anders als bei den Disputierenden Mönchen, die am hellen Tag streiten, liegt die Synagoge in einem mystischen Dunkel, in dem sich fromme Juden zum Studium der heiligen Schriften versammelt haben.

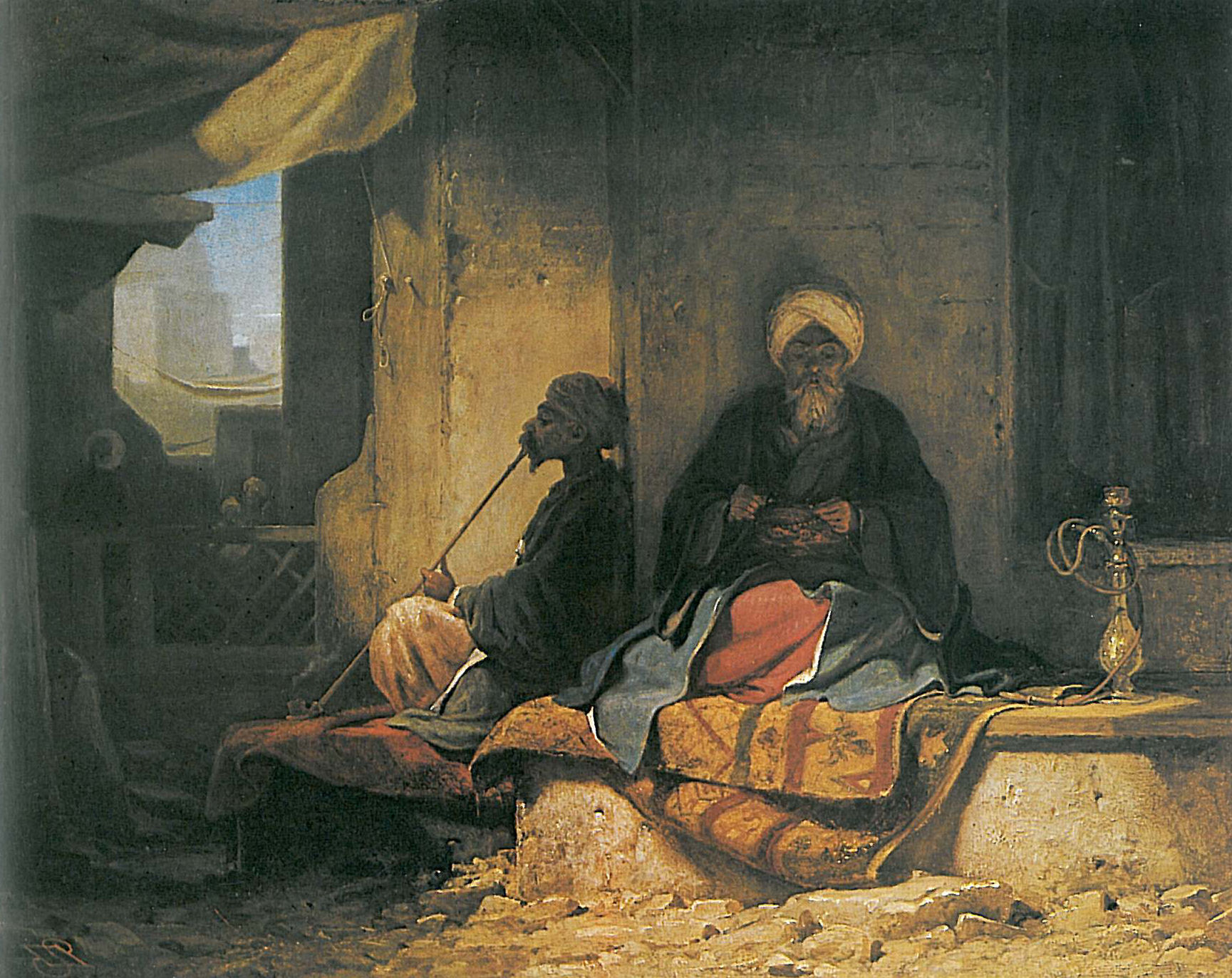
Im türkischen Basar
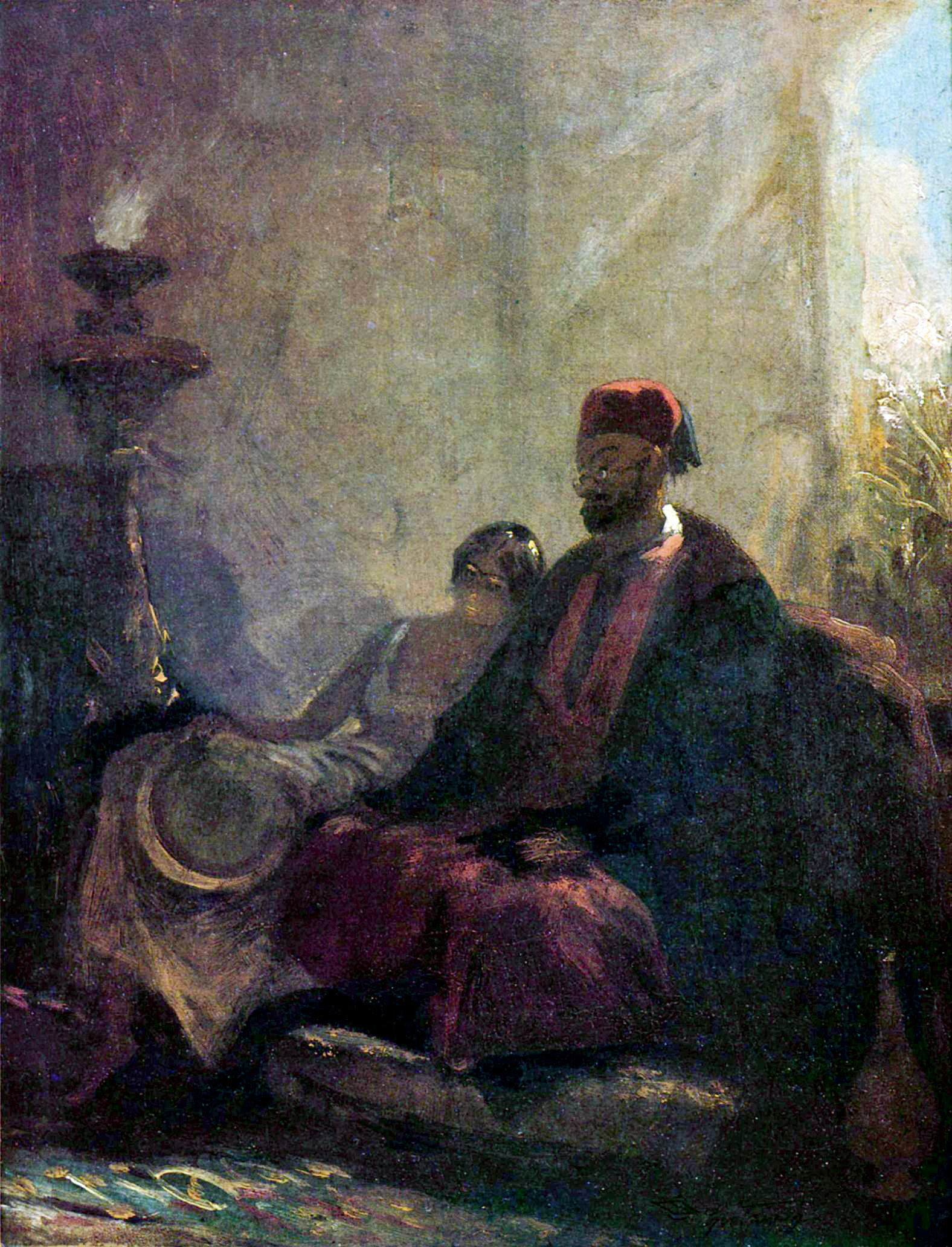
Im Harem
In der Synagoge

### Illustrationen

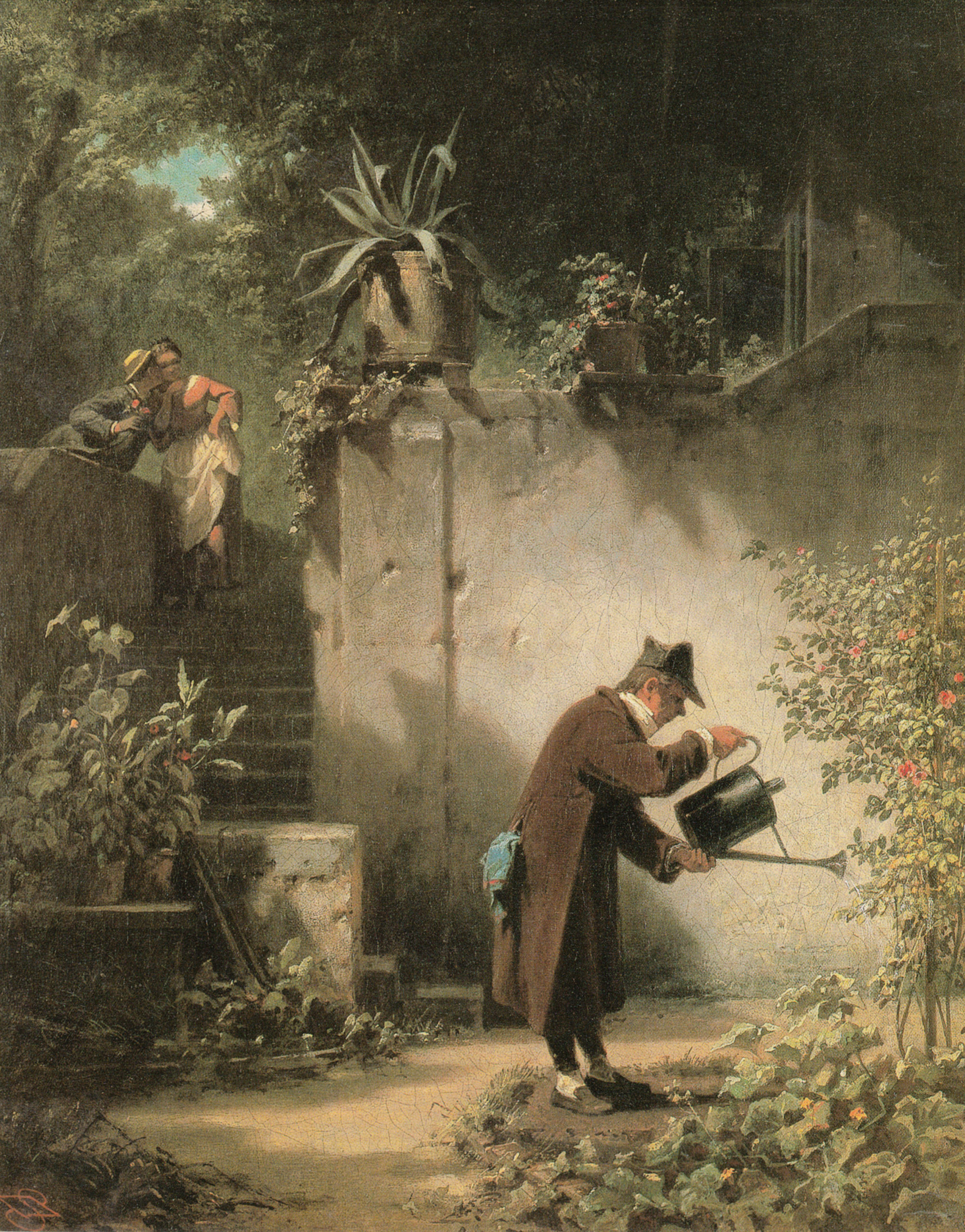
Der Blumenfreund

Carl Spitzweg sammelte Rezepte, die er oft mit Zeichnungen oder Collagen versah. Für seine Nichte Nina Spitzweg fertigte er eine Reihe von illustrierten Kochrezepten an, die nach seinen Angaben aus mindestens fünf Kochbüchern stammten. Zur „Marmelade aus Erdbeeren“ bemerkte er: Hier gilt dasselbe wie bei der Bereitung von Kirschenmarmelade. Siehe diese.

### Rezept Kräutertee
Als Apotheker befasste sich Spitzweg intensiv mit der Phytomedizin. Er kreierte diverse Teemischungen, unter anderem seinen berühmten Fünfkräutertee, den die Phytomedizinerin Christa Habrich in alten Quellen entdeckte und anlässlich einer Ausstellung zum 125. Todestag von Spitzweg im Medizinhistorischem Museum Ingolstadt in einem Beitrag in der Fernsehsendung „Querbeet“ im BR Fernsehen vorstellte. Die Ingredienzien des Tees sind Lavendel, Pfefferminze, Quendel, Rosmarin, dazu noch Gewürznelke. In dem Spitzweggemälde „Der Blumenfreund“ sind vier der fünf Bestandteile des Tees – Lavendel, Pfefferminze, Quendel und Rosmarin – abgebildet.

### Gedichte
Weniger bekannt ist, dass Spitzweg auch als Dichter tätig war. Es sind auch etliche seiner Briefe veröffentlicht. Er selbst beschrieb diese zweite Passion in mehreren Gedichten.

Ich als Dichter

Wenn ich den Tag schon opfre doch

Rein nur Vergnügens Sachen,

So will ich wenigst’ abends noch

Ein klein Plaisir mir machen.

Ich bitt’, du mußt nur hier von all’n

Auf jeden Schmerz verzichten;

Am Täge nämlich tu ich mal’n,

Und abends tu ich dichten.
[…]

Als Spitzweg im Jahre 1865 den bayerischen Michaelsorden erhielt, verfasste er gleich darüber ein Spottgedicht:

Die Orden

Wenn einer einen Orden kriegt,

Bei uns ist’s so der Brauch,

Sagt jeder grad zu ihm ins G’sicht:

"Verdient hätt‘ ich ihn auch!"

Wahrhaft erfreulich ist dies schon,

Es gibt ein treues Bild!

Wie hoch muß stehen die Nation,

Wo jeder sich so fühlt!!

### Bilder (Auswahl)
| Bild | Titel                                                        | Jahr         | Größe / Material                                  | Ausstellung / Sammlung / Besitzer / Anmerkungen |
| ---- | ------------------------------------------------------------ | ------------ | ------------------------------------------------- | --- |
|      | Selbstporträt                                                | 1832         | 9,5 × 9,5 cm, Zeichnung auf Papier                | Privatsammlung |
|      | Sennerin und Mönch                                           | 1838         | 32,3 × 26,4 cm, Öl auf Leinwand                   | Museum Georg Schäfer, Schweinfurt |
|      | Der arme Poet                                                | 1839         | 38 × 45 cm, Öl auf Leinwand                       | Neue Pinakothek, München, Schenkung des Neffen |
|      | Der Schmetterlingsjäger                                      | 1840         | 31 × 25 cm, Öl auf Holz                           | Museum Wiesbaden |
|      | Der verbotene Weg                                            | um 1840      | 38,3 × 31,2 cm                                    | |
|      | Sonntagsspaziergang                                          | 1841         | 28 × 34,5 cm, Öl auf Holz                         | Museum Carolino Augusteum, Salzburg |
|      | Der Einsiedler vor seiner Klause                             | 1844         | 30,5 × 34,5 cm, Öl auf Leinwand                   | Städelsches Kunstinstitut, Frankfurt am Main |
|      | Der Sonntagsjäger                                            | um 1845      | 40 × 33 cm, Öl auf Leinwand                       | Staatsgalerie Stuttgart |
|      | Engländer in der Campagna                                    | um 1845      | 40 × 50 cm, Aquarell                              | Alte Nationalgalerie, Berlin |
|      | Gnom, Eisenbahn betrachtend                                  | um 1848      | 24,0 × 14,7 cm, Öl auf Holz                       | Privatsammlung in Franken |
|      | Der Rosenfreund                                              | um 1847/1850 | 38,2 × 30,8 cm, Öl auf Leinwand                   | Städelsches Kunstinstitut, Frankfurt am Main |
|      | Der Bücherwurm                                               | um 1850      | 49,5 × 26,8 cm, Öl auf Leinwand                   | Museum Georg Schäfer, Schweinfurt; zwei weitere Exemplare mit fast identischem Motiv befinden sich im Grohmann Museum in Milwaukee bzw. in Privatbesitz.                             |
|      | Der Gutsherr                                                 | um 1850      | 55,2 × 74,4 cm, Öl auf Leinwand                   | Privatsammlung |
|      | Der Maler auf einer Waldlichtung, unter einem Schirm liegend | um 1850      | 49,5 × 30,2 cm, Öl auf Leinwand                   | Privatbesitz |
|      | Straße in Venedig                                            | um 1850      | 31,5 × 16 cm, Öl auf Holz                         | Alte Nationalgalerie, Berlin |
|      | Der Abschied                                                 | 1855         | Öl auf Leinwand                                   | Bayerische Staatsgemäldesammlung, München |
|      | Badende Nymphe                                               | um 1855      | 54 × 40 cm, Öl auf Leinwand                       | Privatsammlung in Dortmund |
|      | Ein Besuch                                                   | um 1855      | 21,9 × 26,8 cm, Öl auf Karton                     | Museum Georg Schäfer, Schweinfurt |
|      | Türken in einem Kaffeehaus                                   | um 1855      | 52 × 41 cm, Öl auf Leinwand                       | Schack-Galerie, München |
|      | Ein Solo (Detail)                                            | 1855         | 43 × 46 cm, Öl auf Leinwand                       | Privatsammlung |
|      | Der Kaktusfreund                                             | um 1856      | 54,3 × 32,2 cm, Öl auf Leinwand                   | Museum Georg Schäfer, Schweinfurt |
|      | Spanisches Ständchen                                         | um 1856      | 67,8 × 53,4 cm, Öl auf Leinwand                   | Schack-Galerie, München |
|      | Justitia oder Die Gerechtigkeit wacht                        | um 1857      | 49 × 27 cm, Öl auf Leinwand                       | „NS-Raubkunst aus Villa Hammerschmidt“ |
|      | Der Briefbote im Rosenthal                                   | um 1858      | 73,5 × 46,5 cm, Öl auf Leinwand                   | Universitätsmuseum, Marburg |
|      | Zeitungsleser im Hausgärtchen                                | um 1845/1858 | 21,3 × 15,5 cm, Öl auf Holz                       | Museum Pfalzgalerie Kaiserslautern |
|      | Aschermittwoch                                               | um 1855/1860 | 21 × 14 cm, Öl auf Leinwand                       | Staatsgalerie Stuttgart |
|      | Friede im Lande                                              | 1856         | 22,8 × 40 cm, Öl auf Pappe                        | Privatbesitz, nicht im Werkverzeichnis |
|      | Der Herr Pfarrer als Kakteenfreund                           | um 1856      | 29 × 18 cm, Öl auf Leinwand, auf Karton kaschiert | Alte Nationalgalerie, Berlin |
|      | Mäherinnen im Gebirge                                        | um 1858      | 48 × 26,5 cm, Öl auf Leinwand                     | Privatsammlung in Bayern |
|      | Österreichischer Wachtposten (Österreichisches Zollhaus)     | 1859         | 40 × 20 cm, Öl auf Leinwand                       | Alte Nationalgalerie, Berlin |
|      | Landschaft am Ammersee                                       | um 1860      | 15,7 × 32 cm, Öl auf Holz                         | Privatbesitz |
|      | Auf der Bastei                                               | um 1860      | 21,5 × 49,5 cm, Öl auf Leinwand                   | Kunsthalle Mannheim |
|      | Der ewige Hochzeiter                                         | um 1860      | 48 × 27,5 cm, Öl auf Leinwand                     | Villa Hügel, Essen |
|      | Der abgefangene Liebesbrief                                  | um 1860      | 54,2 × 32,3 cm, Öl auf Leinwand                   | Museum Georg Schäfer, Schweinfurt |
|      | Institutsspaziergang                                         | um 1860      | 31,9 × 53,8 cm, Öl auf Leinwand                   | Neue Pinakothek, München |
|      | Der strickende Vorposten                                     | um 1860      | 21,7 × 39,6 cm, Öl auf Leinwand                   | Museum Georg Schäfer, Schweinfurt, Werkverzeichnis 795 |
|      | Ein Einsiedler, Violine spielend                             | um 1862      | 31 × 54 cm, Öl auf Leinwand                       | Schack-Galerie, München |
|      | Ein Hypochonder                                              | um 1865      | 54 × 31 cm, Öl auf Leinwand                       | Neue Pinakothek, München |
|      | Alte Schänke am Starnberger See                              | 1865         | 32 × 54 cm, Öl auf Leinwand                       | Alte Nationalgalerie, Berlin |
|      | Der Gartenfreund                                             | 1865         | Öl auf Leinwand                                   | Kulturhistorisches Museum Görlitz |
|      | Die Dachstube                                                | um 1865/70   | 30 × 23 cm, Öl auf Karton                         | Wittelsbacher Ausgleichsfonds, München |
|      | Bayerische Gebirgslandschaft                                 | um 1870      | 64,6 × 78,7 cm, Öl auf Leinwand                   | Neue Pinakothek, München |
|      | Alter Mönch vor der Klause                                   | um 1870      | 19,3 × 30,7 cm, Öl auf Leinwand                   | Museum Georg Schäfer, Schweinfurt |
|      | Gähnender Mönch (Meditation)                                 | um 1870      | 54,5 × 32,5 cm, Öl auf Leinwand                   | Wallraf-Richartz-Museum & Fondation Corboud (WRM Dep. 0283) Leihgabe der Bundesrepublik Deutschland seit 1966                                                                        |
|      | Reisende Künstlergesellschaft                                | um 1870      | 42 × 27,5 cm, Öl auf Leinwand                     | Von der Heydt-Museum Wuppertal |
|      | Lesender Klausner                                            | um 1870–79   | 24 × 16 cm, Öl auf Holz                           | Alte Nationalgalerie, Berlin |
|      | Der eingeschlafene Nachtwächter                              | um 1875      | 29 × 19 cm, Öl auf Holz                           | Kurpfälzisches Museum, Heidelberg |
|      | Der Hexenmeister (auch Zauberer und Drache)                  | um 1875      | 29,8 × 21,9 cm, Öl auf Leinwand                   | Museum Georg Schäfer, Schweinfurt; eine fast identische Ausführung in größerem Format (47,1 × 26,2 cm) wurde 2019 an die Nachkommen des jüdischen Sammlers Leo Bendel zurückgegeben. |
|      | Ankunft in Seeshaupt                                         | um 1880      | 68,9 × 49,8 cm, Öl auf Leinwand                   | Museum Georg Schäfer, Schweinfurt |
|      | Der Hagestolz                                                | um 1880      | 38,2 × 46 cm, Öl auf Holz                         | Museum der bildenden Künste, Leipzig |
|      | Die Post                                                     | um 1880      | 33 × 22 cm, Öl auf Karton                         | Privatsammlung |
|      | Klausner                                                     | um 1880      | Öl auf Leinwand                                   | Kunstmuseum Rigaer Börse, Riga, Lettland |
|      | Kunst und Wissenschaft                                       | um 1880      | 56,5 × 35 cm, Öl auf Leinwand                     | Privatsammlung |
|      | Päpstliche Zollwache                                         | um 1880      | 37,5 × 30 cm, Öl auf Holz                         | Städtische Galerie im Lenbachhaus, München, Werkverzeichnis 624 |
|      | Drachensteigen                                               | um 1880/1885 | 38 × 12 cm, Öl auf Karton                         | Alte Nationalgalerie, Berlin |

- Die Karawane (um 1860; Öl; 21,5 × 39,5 cm; Stadtmuseum Radolfzell)
- Pierrot und Columbine, auch Stelldichein (um 1875)
- Der Antiquar, auch Der Bücherantiquar (um 1880), in Privatbesitz.
- Antiquar und zwei Mädchen (um 1855, nicht im Werkverzeichnis, Schweiz, Privatbesitz)
- Auf der Alm (1880).
- Der Husar
- Der Kommandant
- Meditation
- Nur Gedanken sind zollfrei
- Die Serenade
- Der Mineraloge Pforzheim Galerie
- Die Jugendfreunde um 1855, München, Städtische Galerie im Lenbachhaus, Werksvereichniss 996
- Flötenkonzert im Waldesinneren, Bonn, Bundespräsidialamt, Werkverzeichnis 1069
- Gähnende Schildwache (auf der Bastei), München, Privatbesitz, nicht im Werkverzeichnis
- Wachtposten, Braunschweig Städtisches Museum, Werkverzeichnis 793
- Der Kaktusliebhaber, Museum Schäfer Schweinfurt, Werkverzeichnis 899
- Der Klapperstorch, um 1885, Privatbesitz, Werkverzeichnis 500
- Zeitungsleser im Garten (Politikus im Gärtchen beim Kaffee), Privatbesitz, Werkverzeichnis 887
- Der Geistliche Rat bei der Morgenlektüre, 1847, Hannover, Privatbesitz.
- Die Lektüre, um 1878/80 Privatbesitz, nicht im Werkverzeichnis
- Fischender Mönch mit Kindern, um 1855/60 Privatbesitz, nicht im Werkverzeichnis
- Mädchen im Gebirge, Canada, Cape Georges, Sammlung Ott, nicht identisch mit Werkverzeichnis 320

## Grabstätte

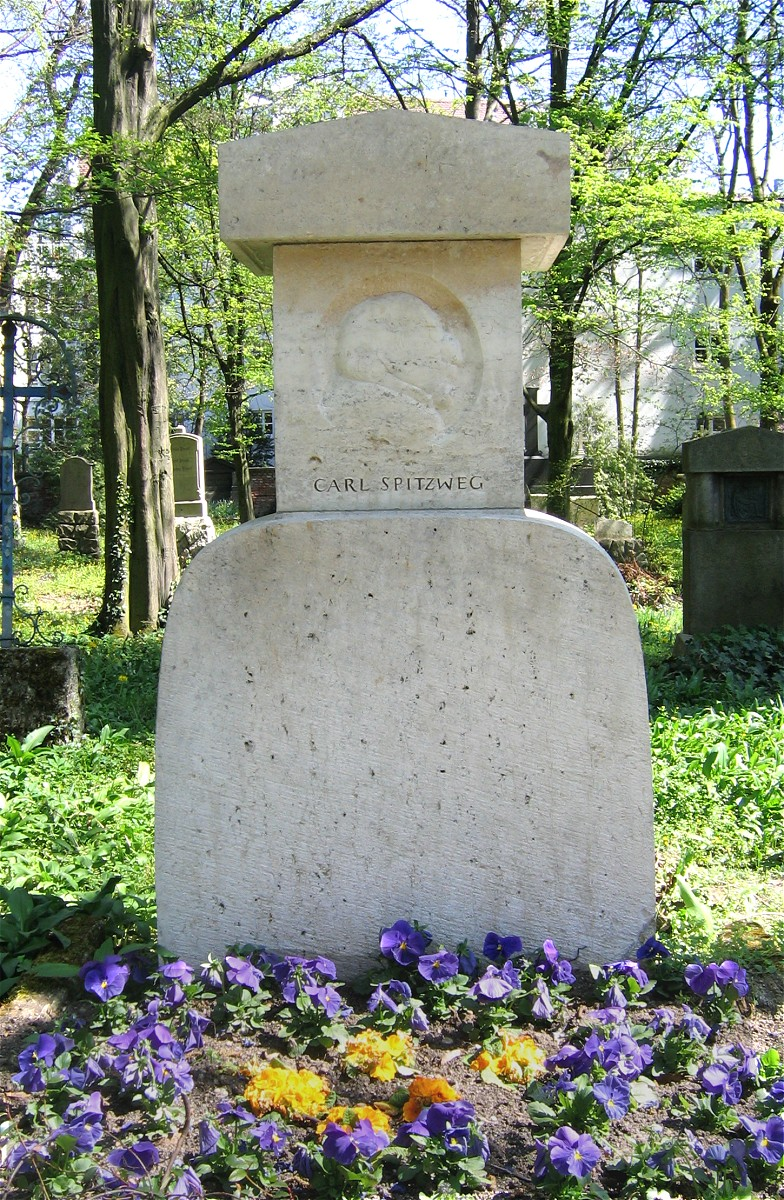
Grab im Alten Südlichen Friedhof in München (Gräberfeld 5 – Reihe 17 – Platz 10/11)

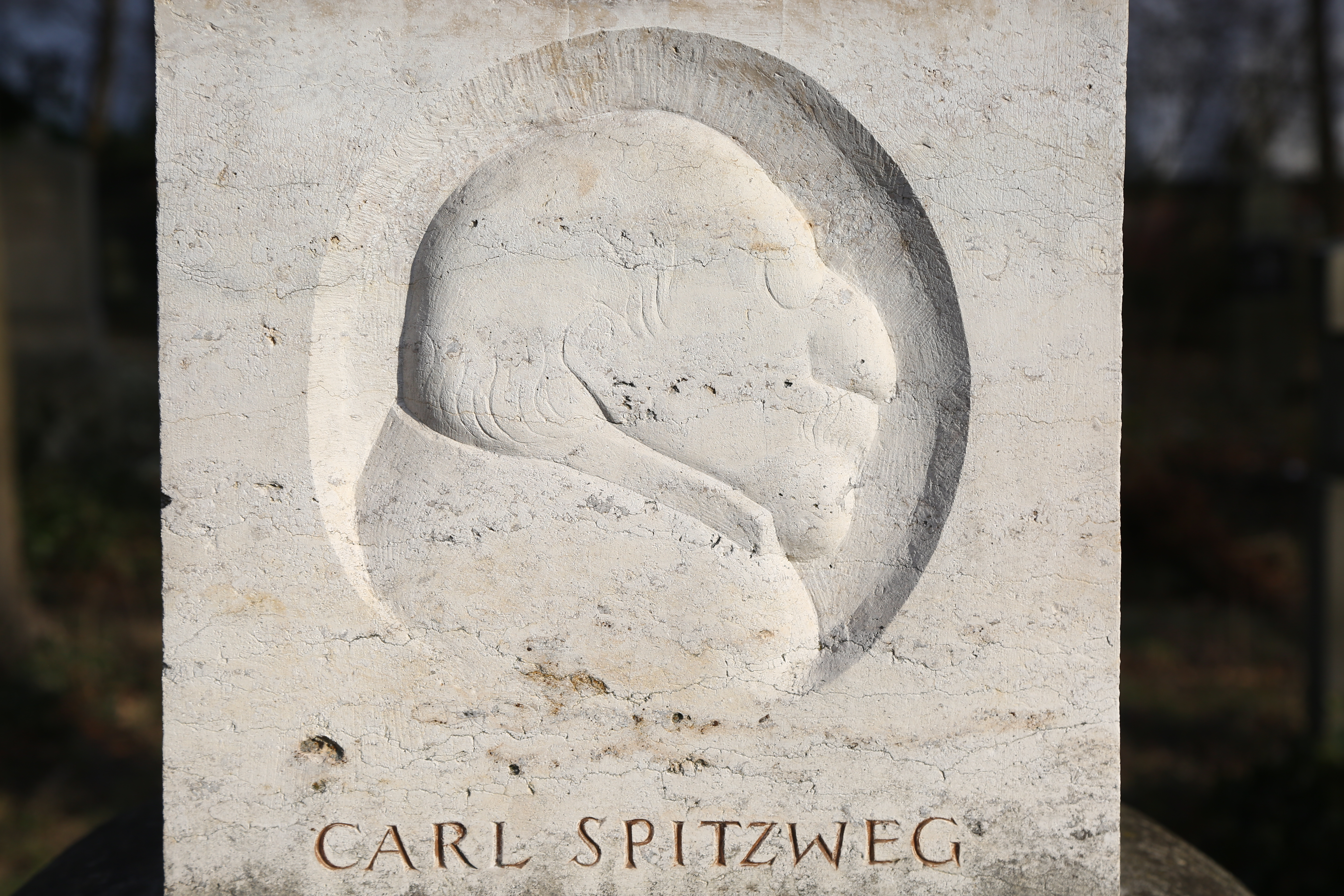
Porträt auf dem Grabstein

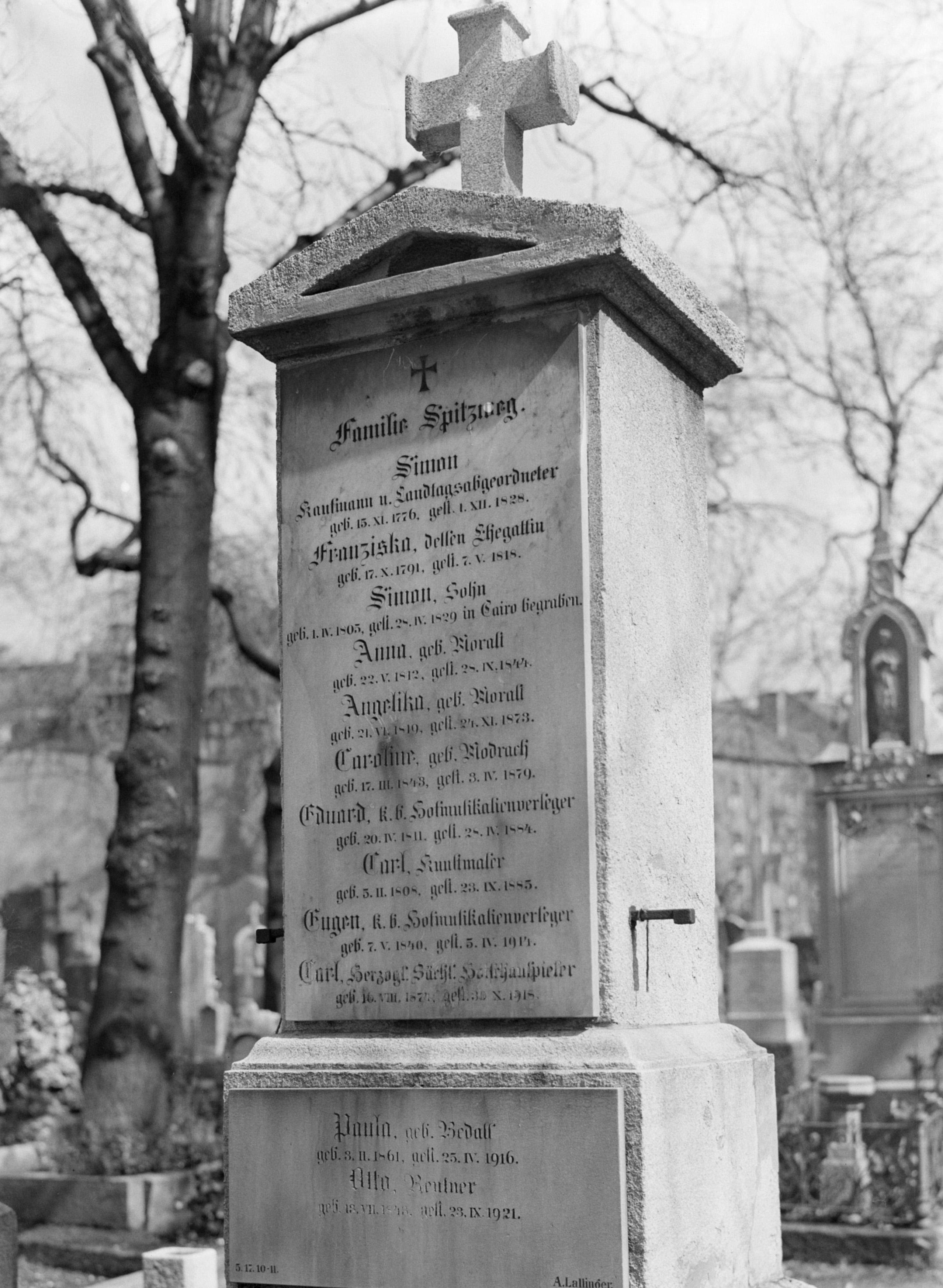
Grabstätte der Familie Spitzweg

Die Grabstätte von Spitzweg befindet sich auf dem Alten Südlichen Friedhof in München (Gräberfeld 5 – Reihe 17 – Platz 10/11) Standort. Der Grabstein symbolisiert eine Apothekerflasche. Es ist ein Ersatz für den nicht mehr vorhandenen Originalgrabstein.

## Ehrungen und Rezeption
Zu Lebzeiten erhielt Spitzweg folgende Ehrungen:
- Mitglied des Münchner Kunstvereins (1835)
- Ritterkreuz I. Klasse des Bayerischen St. Michaelsordens (1865)
- Goldene Medaille der Weltausstellung in Paris (1867)
- Ehrenmitglied der Akademie der bildenden Künste in München (1870)

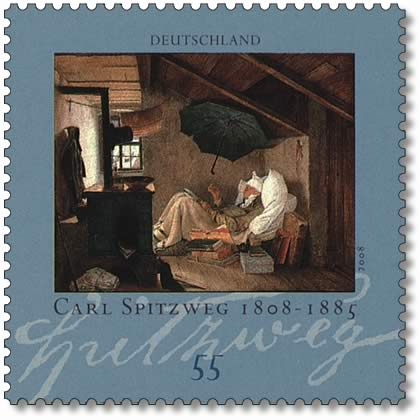
Die deutsche Sonderbriefmarke „200. Geburtstag Carl Spitzweg“ von 2008 zeigt das Gemälde „Der arme Poet“.

Um 1875/1880 fertigte Konrad Knoll eine Büste von Spitzweg an.
In der Geburtsstadt seines Vaters Simon Spitzweg in Germering-Unterpfaffenhofen ist das Carl-Spitzweg-Gymnasium nach ihm benannt, in München die Carl-Spitzweg-Realschule. Mehrere Straßen und Wege in Deutschland tragen seinen Namen, so in Bergheim, Cottbus, Frankenthal (Pfalz), Goslar, Heidenheim an der Brenz, Leinfelden-Echterdingen, Pulheim, Regensburg, Schweinfurt, Stendal, Walldorf und Wesseling. Im Jahre 1938 wurde die Spitzweggasse in Wien-Hietzing nach ihm benannt. Aus Anlass seines 200. Geburtstages gab Deutschland am 7. Februar 2008 eine Sonderbriefmarke sowie eine 10-Euro-Silbergedenkmünze (Auflage 1.760.000 Stück) mit dem Motiv „Der arme Poet“ heraus.
Max Barta, der Rübezahl vom Wartberg, war im 20. Jahrhundert als Kopist von Carl Spitzwegs Werken tätig. Das kleine Hofkonzert, ein musikalisches Lustspiel von 1935 in drei Akten, schildert die Welt Carl Spitzwegs. Es stammt von Edmund Nick (Musik) sowie Paul Verhoeven und Toni Impekoven (Libretto). Das Werk besteht aus zehn Bildern, die Carl Spitzweg nachempfunden sind; auch „der arme Poet“ kommt als Figur darin vor.
1987 wurde in der Münchner Ruhmeshalle eine Büste Spitzwegs ergänzt.

### Ausstellungen
- 2003: Carl Spitzweg, Haus der Kunst, München[33]
- 2017: Carl Spitzweg – Erwin Wurm. Köstlich! Köstlich? Leopold Museum, Wien[34]
- 2020: Carl Spitzweg, Kunst Museum Winterthur, Winterthur[35]
- 2024: Carl Spitzweg (rund 80 Gemälde, Zeichnungen und Skizzen), Museum Georg Schäfer in Schweinfurt (18. März bis 16. Juni 2024)[36]